# Wawel

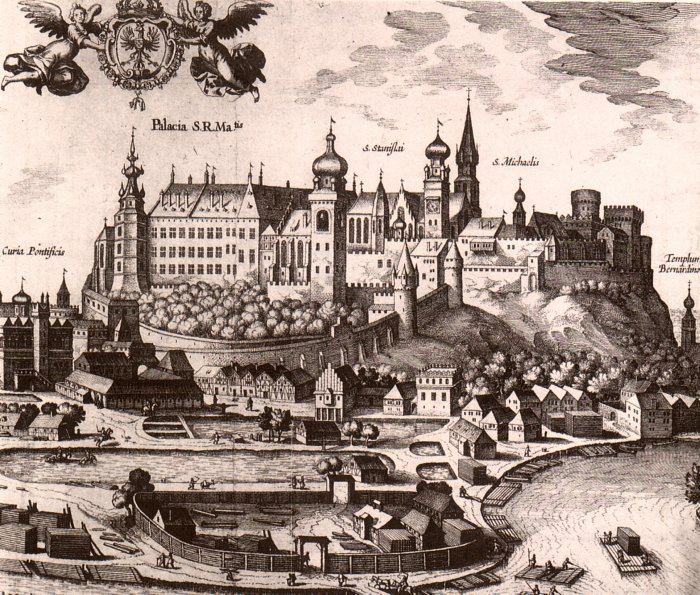
Wawel, Civitates orbis terrarum, 1617

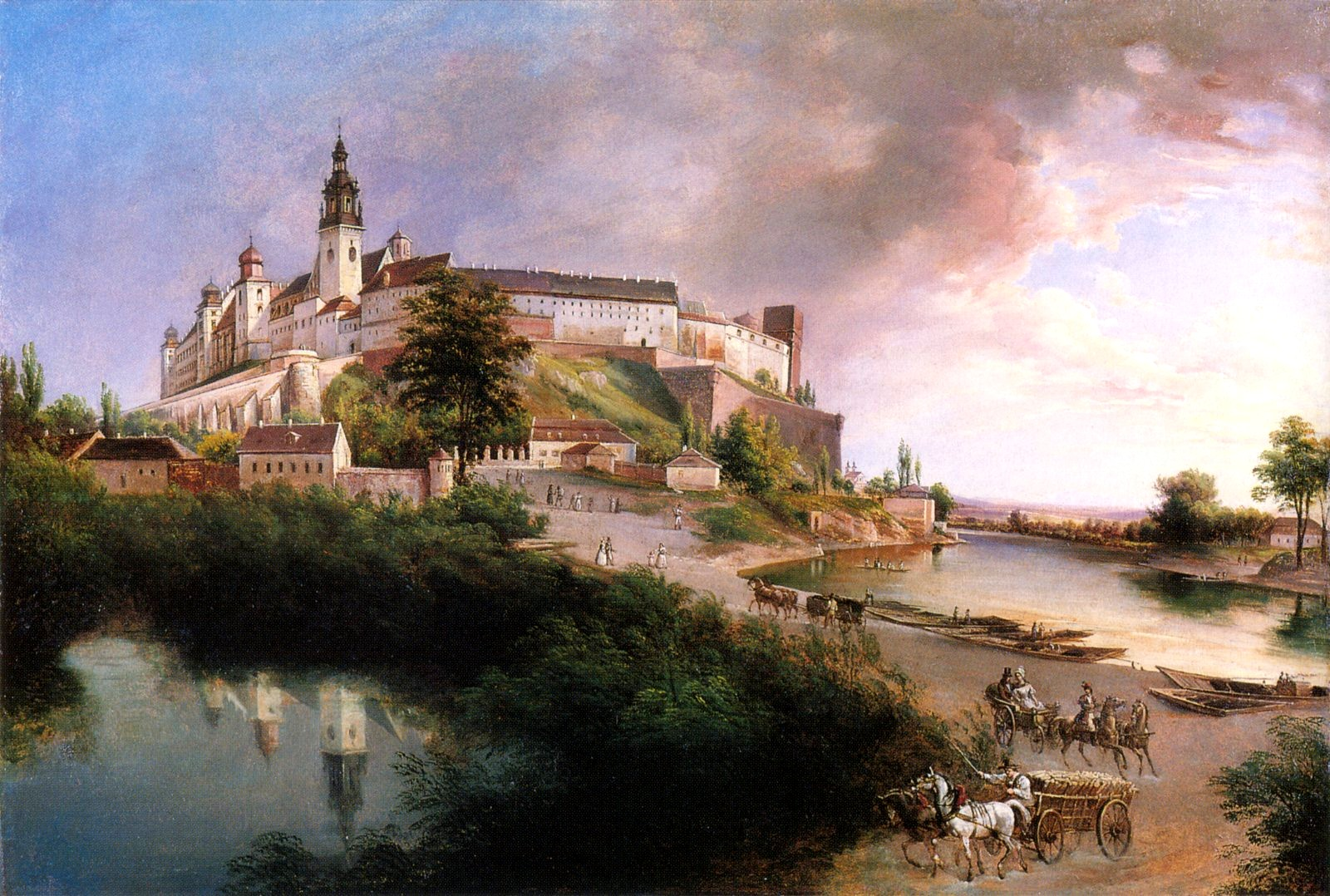
Jan Nepomucen Głowacki, Wawel, 1845

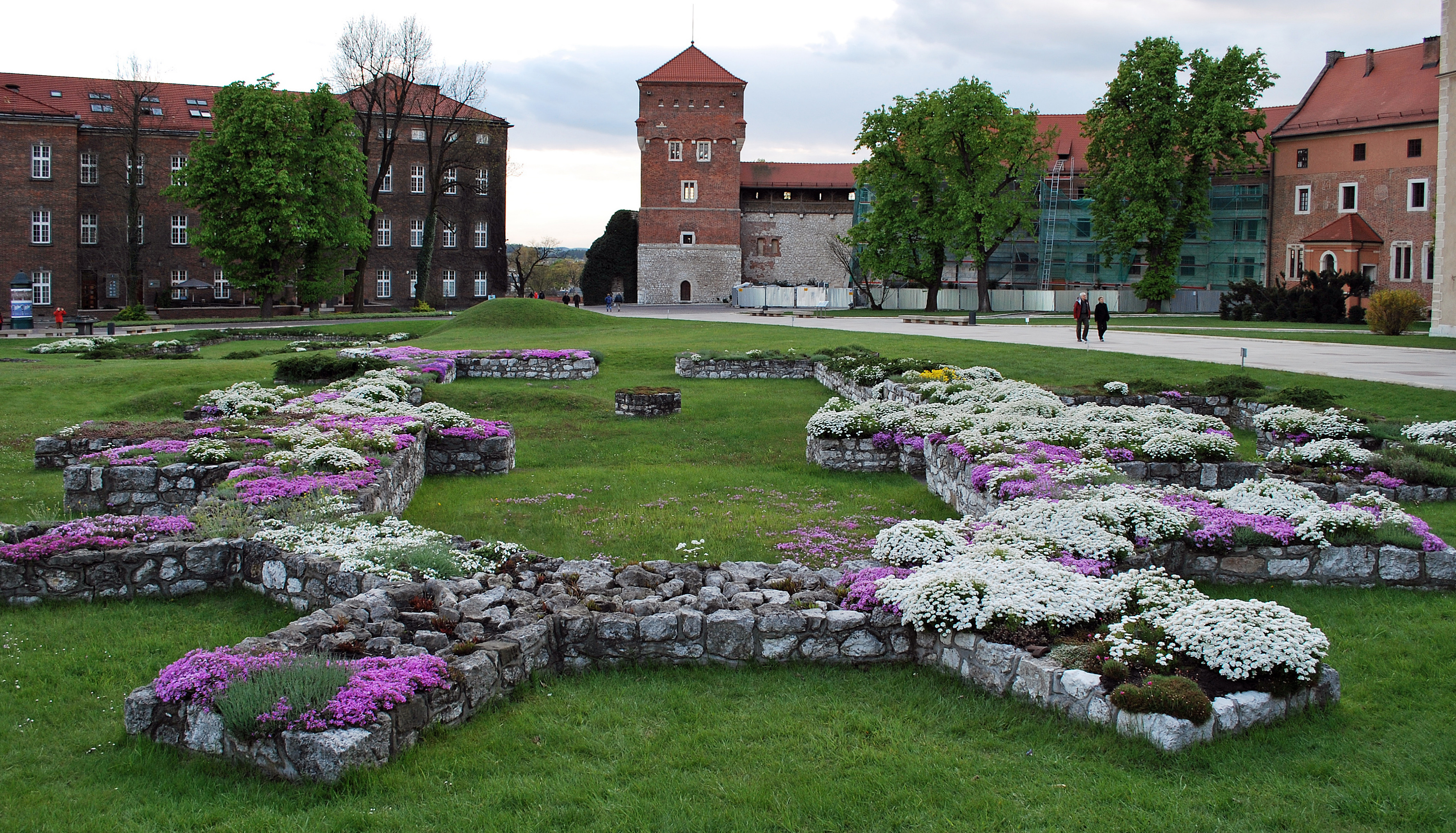
Relikty kościoła św. Michała

Wawel – wzgórze na Pomoście Krakowskim, w Krakowie w dzielnicy I Stare Miasto, na lewym brzegu Wisły. Do roku 1954 Wzgórze stanowiło odrębną dzielnicę miasta, była to dzielnica II Zamek.
Wawel ma charakter zrębu tektonicznego, który powstał w miocenie i zbudowany jest z liczących 161–155 mln lat górnojurajskich wapieni wieku oksfordzkiego. Wzgórze wznosi się na wysokość ok. 228 m n.p.m.
Na wzgórzu znajdują się dwa zabytkowe zespoły budowlane:
- Zamek Królewski na Wawelu
- bazylika archikatedralna św. Stanisława i św. Wacława

W 1978 Wawel wraz ze Starym Miastem, Kazimierzem i Stradomiem został wpisany na listę światowego dziedzictwa UNESCO, w 1994 razem ze Starym Miastem, Stradomiem, Kazimierzem, Podgórzem, Nowym Światem i Piaskiem został uznany za pomnik historii.
Częścią tego kompleksu są także fortyfikacje Wawelu. Odnalezione zostały relikty innych budowli, pochodzących z różnych epok.

## Etymologia
Wzgórze mogło pierwotnie nazywać się wądół, wąwał, wąwel ze względu na krasowy charakter wapieni, z których jest zbudowane, jak i na liczne jaskinie (np. Smocza Jama). Według pełnej fantastycznych etymologii Kroniki wielkopolskiej słowo Wawel miało pochodzić od Wøwel (pierwotnie Bøbel) (stąd dzisiaj rekonstruuje się tę formę jako „wąwel” z nosowym o, czyli „ǫ” i zestawia z podobnie brzmiącymi wąwóz, wądół, u Brücknera od „wąwał”=wąwóz, słabość tej teorii tkwi w mało logicznym wywodzeniu nazwy wzgórza, a więc struktury geologicznej wypukłej od wgłębnej).
Według tejże Kroniki wielkopolskiej nazwa Wawel mogła również oznaczać zgrubienie na szyi spowodowane niedoborem jodu w wodzie wywołujące powiększanie tarczycy.
Inni uważają, że owo „wąwel” oznaczało „wyniosłość wśród mokradeł”, którymi otoczone było wzgórze, od „wą” (odpowiednik dzisiejszego „w”) i „wel” (wilgoć, woda) co oznaczało miejsce położone „w wodzie, otoczone wodą”, według Stanisława Rosponda wąwel = grąd, tj. „miejsce wyniosłe i suche wśród łąk błotnistych, ostrów oblany wodą” od psł. *vъlь = stpl. wel, wla (stąd: Wleń). Zestawia się tutaj „Wąwel” z nazwami miejscowymi typu Wąwelnica, Wąwolnica, Wąwelno jednak nie tłumaczy procesu fonetycznego, który miałby doprowadzić do przejścia ą → a (Jan Długosz Wąwolnicę dwukrotnie podaje jako Wanwelnycza, wcześniej w 1325-1327 r. zapisano Wanvelnitia, w 1377 r. Wanwelnicza, jeszcze w 1531 r. Vanwelnicza, czyli z protezą samogłoski nosowej w postaci „an”, a brak takich zapisów w stosunku do Wawelu).
Dawniej doszukiwano się też genezy nazwy w zgodnościach bałto-słowiańskich, litewskiemu rdzeniu au, av, va, avr, var, vavr, babr, miał odpowiadać ruski varъ, polski wał, stąd według Mikołaja Akielewicza nazwa wsi Wawr, Wawer → Wanwoł, Wąwel, Wawel, tj. miejsce obwarowane.
Istnieje także teoria, jakoby nazwa Wawel pochodziła od nazwy Babel (greckie Βαβέλ Vavél, s-c-s Вавилонъ, stąd również współczesne rosyjskie Вавилон, tr. Wawilon, czyli Babilon, częsta w średniowieczu oboczność w:b, m.in. grecka beta (obecnie wita), zobacz: Korbea, Kordoba).

## Historia

### Wawel do połowy XI wieku
Według badań archeologicznych ślady pierwszego osadnictwa datuje się na środkowy paleolit, około 100 tys. lat p.n.e. Jako osada położona na skrzyżowaniu szlaków handlowych szybko się rozwijał. Wawel był prawdopodobnie jednym z ośrodków władzy plemienia Wiślan, których organizacja państwowa powstała na przełomie VIII i IX wieku. O ich legendarnych władcach Kraku i Wandzie, mających żyć w VII i VIII wieku, wspomniał XIII-wieczny kronikarz Wincenty Kadłubek. W X wieku ziemie Wiślan, i tym samym Kraków, weszły w skład powstającego państwa polskiego.
W czasach przed- i wczesnopiastowskich w miejscu późniejszych kościołów św. Jerzego oraz św. Michała (tzw. jednostka osadnicza jerzycko-michalska) na wzgórzu prawdopodobnie znajdowało się miejsce kultu pogańskich Słowian. W 1000 roku zostało utworzone biskupstwo krakowskie, czego konsekwencją była budowa katedry – siedziby biskupa. Jednak ze względu na toczące się walki z cesarstwem, budowę prawdopodobnie rozpoczęto dopiero po zawarciu pokoju w Budziszynie, czyli około lat 20 XI wieku. Ze względu na bardzo nikłe pozostałości po pierwszej katedrze, nazywanej czasem „Chrobrowską” i pomimo trwających od dawna badań archeologicznych, nie udało się zrekonstruować jej wyglądu. Do lat 80. relikty kościoła św. Gereona utożsamiane były właśnie z pierwszą katedrą, ale teza ta, wysunięta przez Adolfa Szyszko-Bohusza, została odrzucona przez nowsze badania. Także co do momentu zniszczenia katedry nie ma zgodności – przypuszcza się, że mogło się to stać podczas najazdu księcia Brzetysława I w latach 40 XI wieku lub podczas pożaru w latach 80.
Oprócz katedry na wzgórzu istniały także inne zabudowania. Pierwsze odnalezione szczątki po budowlach drewnianych pochodzą z IX wieku, a kamienne – z przełomu X i XI wieku. Z tego okresu pochodzą pozostałości przedromańskich budowli murowanych, takich jak:
- Rotunda Najświętszej Marii Panny, prawdopodobnie z przełomu X i XI wieku
- kościół św. Jerzego, przebudowywany w późniejszych okresach
- rotunda przy bastionie Władysława IV, być może baptysterium
- czworokątna budowla z korytarzykiem z przełomu X i XI wieku o nieznanym przeznaczeniu, być może grobowiec
- kościół B (rotunda z dwiema absydami)

### Romanizm (poł. XI w. – pocz. XII w.)
Na przełomie 1038 i 1039 Kazimierz Odnowiciel powrócił do Polski i przyjmuje się, że tym samym Kraków został siedzibą władzy królewskiej i stolicą państwa.
Budowę drugiej katedry, tzw. „Hermanowskiej” rozpoczęto pod koniec XI wieku, prawdopodobnie właśnie z fundacji Władysława Hermana. Jej konsekracja nastąpiła w 1142 roku. O budowli tej wiadomo zdecydowanie więcej, choćby ze względu na jej zachowany wizerunek na odcisku pieczęci kapituły krakowskiej z XIII wieku. Także pozostałości są zdecydowanie lepiej zachowane – dolna część Wieży Wikaryjskiej (Srebrnych Dzwonów) oraz w całości trójnawowa krypta św. Leonarda, wsparta na ośmiu kolumnach. W 1118 roku pochowano tam biskupa Maurusa, z którego grobu wyjęto m.in. patenę i kielich.
Z tego okresu pochodzą także:
- Sala o 24 słupach, być może palatium książęce
- budynek przy Smoczej Jamie (interpretowany ostatnio jako romańska wieża)
- Kościół św. Gereona, prawdopodobnie kaplica pałacowa
- Kościół św. Michała (romański)
- rotunda z emporą przy baszcie Sandomierskiej, być może z 2 połowy XI wieku
- czworokątna wieża obronna przy „Kurzej Stopie”

### Gotyk (pocz. XIII w. – pocz. XVI w.)

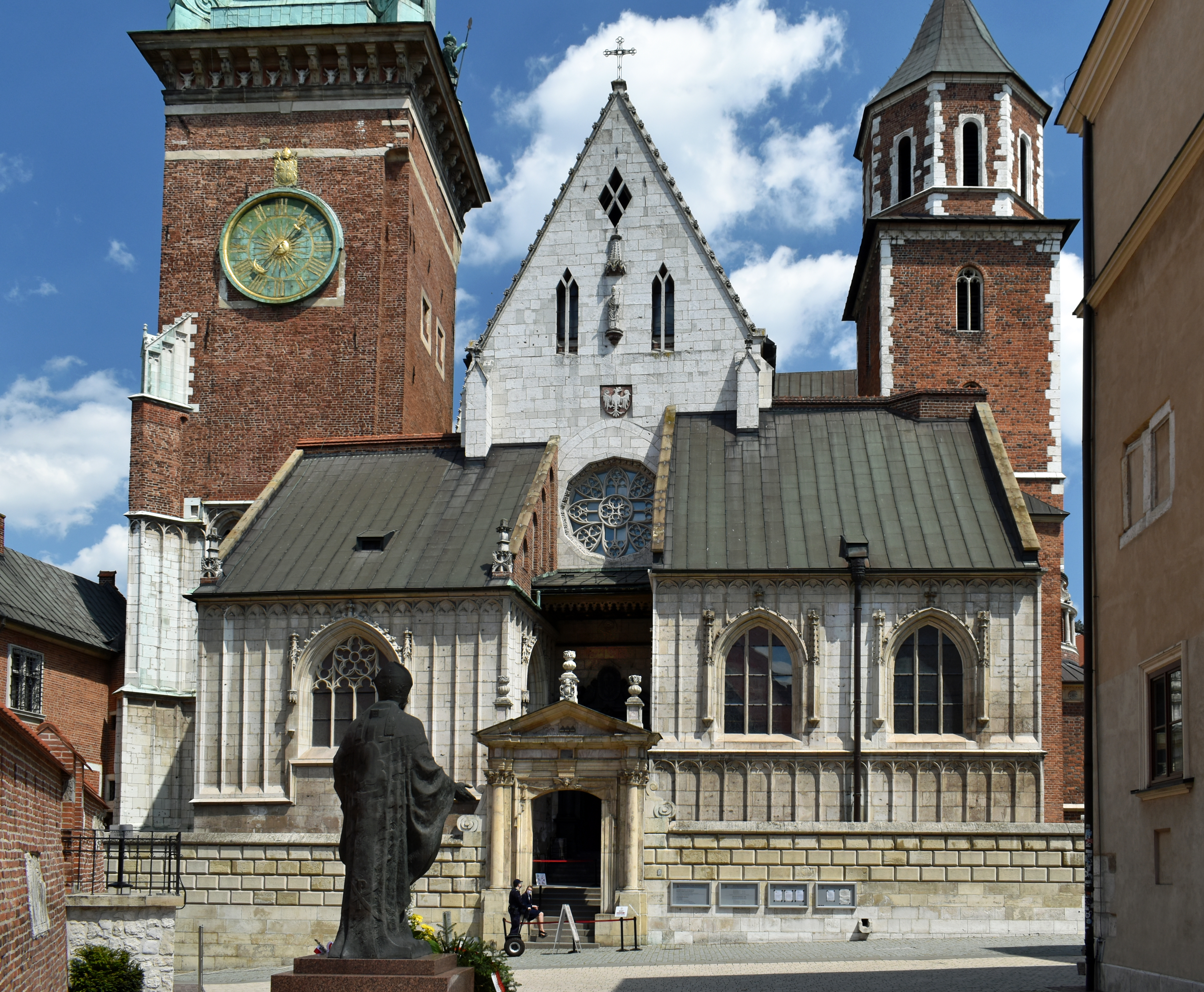
Fasada katedry

Plan XV-wiecznego zamku. Linią czerwoną wyróżniono zarys zamku po przebudowie w XVI w.

W 1305 lub 1306 roku katedra spłonęła, ale nie w całości, w związku z czym w 1320 roku możliwa była koronacja Władysława Łokietka. W tym samym roku z inicjatywy króla, rozpoczęto budowę nowej, trzeciej z kolei, która w swoim głównym zrębie istnieje do dziś. W 1364 została ona konsekrowana. Jest to budowla trzynawowa z transeptem i ambitem, do której od początku budowy i przez następne wieki dostawiano kaplice. Pierwsze powstawały przy prezbiterium – w 1322 została konsekrowana kaplica św. Małgorzaty, dziś pełniąca funkcję zakrystii, a kilka lat później wzniesiono kaplicę nazwaną później kaplicą Batorego.
Oprócz tego, królowa Zofia Holszańska (ostatnia żona Władysława Jagiełły) ufundowała kaplicę przy zachodnim wejściu, nazywaną później jej imieniem, a na polecenie Kazimierza Jagiellończyka wzniesiono kaplicę Świętokrzyską. Zostały także wybudowane inne kaplice (pod koniec XV wieku było ich w sumie 19), które w wiekach późniejszych zostały mocno przebudowane.
Władysław Łokietek jest też pierwszym królem, którego pochowano w wawelskiej katedrze. Jego sarkofag z piaskowca został ufundowany w połowie XIV wieku przez Kazimierza Wielkiego. Swój nagrobek posiada też właśnie Kazimierz Wielki i Władysław Jagiełło, ale do najcenniejszych należy bez wątpienia sarkofag Kazimierza Jagiellończyka, wykonany przez Wita Stwosza w 1492 roku. Na początku XVI wieku został wyrzeźbiony późnogotycki nagrobek Jana Olbrachta.
Na polecenie Kazimierza Wielkiego dokonano wielkiej przebudowy wcześniejszego wczesnogotyckiego zamku. Wzniesiono nowy kompleks składający się ze skrzydła południowo-wschodniego od rotundy św. Feliksa i Adaukta po narożnik północno-wschodni. Wzdłuż obwodu północnego rozbudowano dawne palatium i kościół św. Marii Egipcjanki, który mógł mieć charakter dworski. Na poziomie wyższych kondygnacji komunikację zapewniały krużganki na murowanych filarach. Z czasów Kazimierza Wielkiego zachowała się tylko Sala Kazimierzowska we wczesnogotyckiej tzw. Wieży Łokietkowej. Zamek został przebudowany pod koniec XIV wieku przez Władysława Jagiełłę i Jadwigę, za których rządów dobudowano tzw. Kurzą Stopkę i Wieżę Duńską. Z zamku tego zachowała się także tzw. sala Jadwigi i Jagiełły, w której eksponowany jest obecnie Szczerbiec.
W okresie tym powstały na wzgórzu także inne budowle, służące licznym księżom, urzędnikom królewskim i rzemieślnikom oraz mury obronne i baszty: Jordanka, Lubranka (później nazwana basztą Senatorską), Sandomierska, Tęczyńska, Szlachecka, Złodziejska i Panieńska.

### Renesans (XVI wiek)

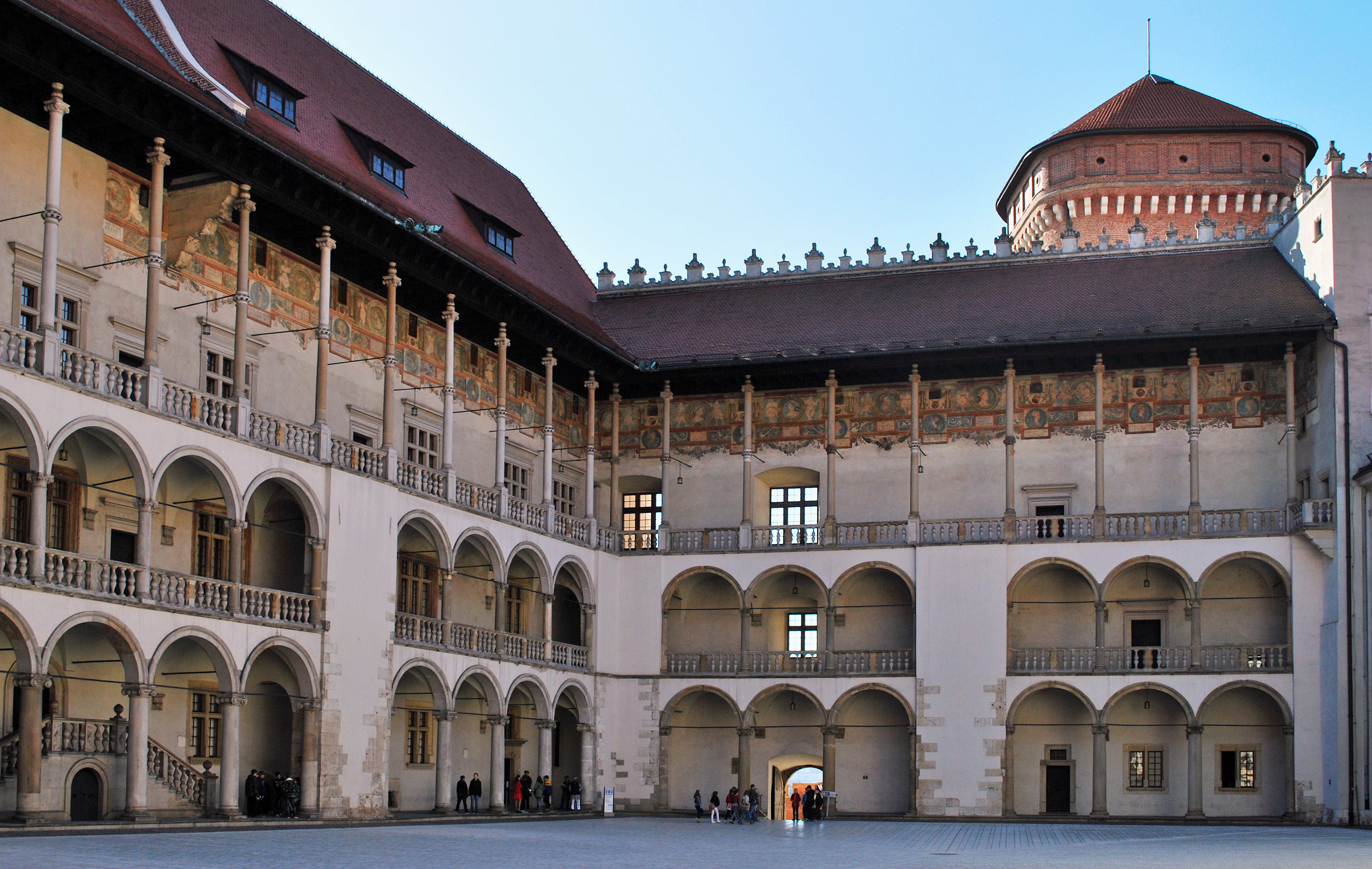
Renesansowy dziedziniec zamku – skrzydło wschodnie i kurtyna południowa

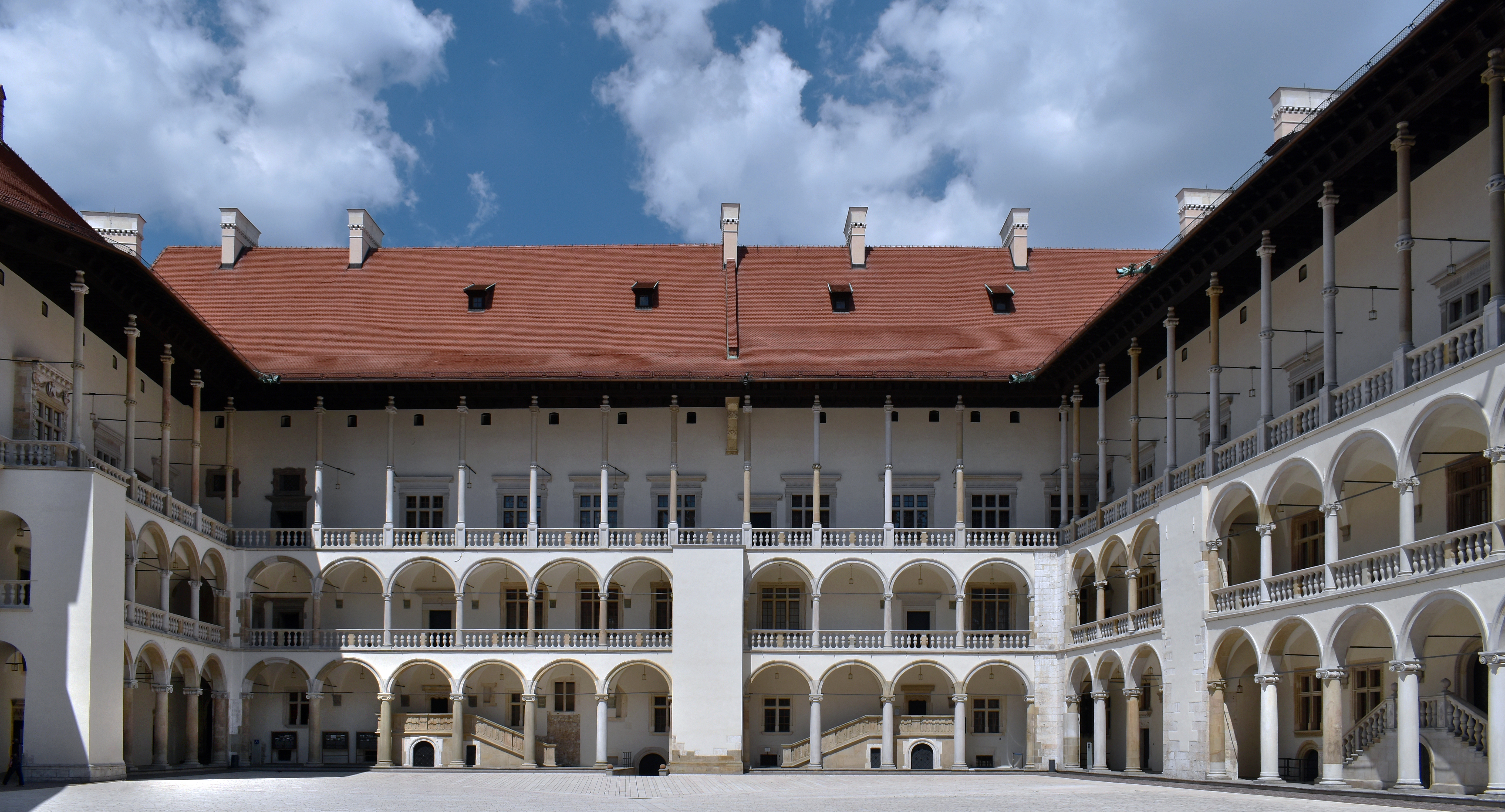
Renesansowy dziedziniec zamku – skrzydło północne

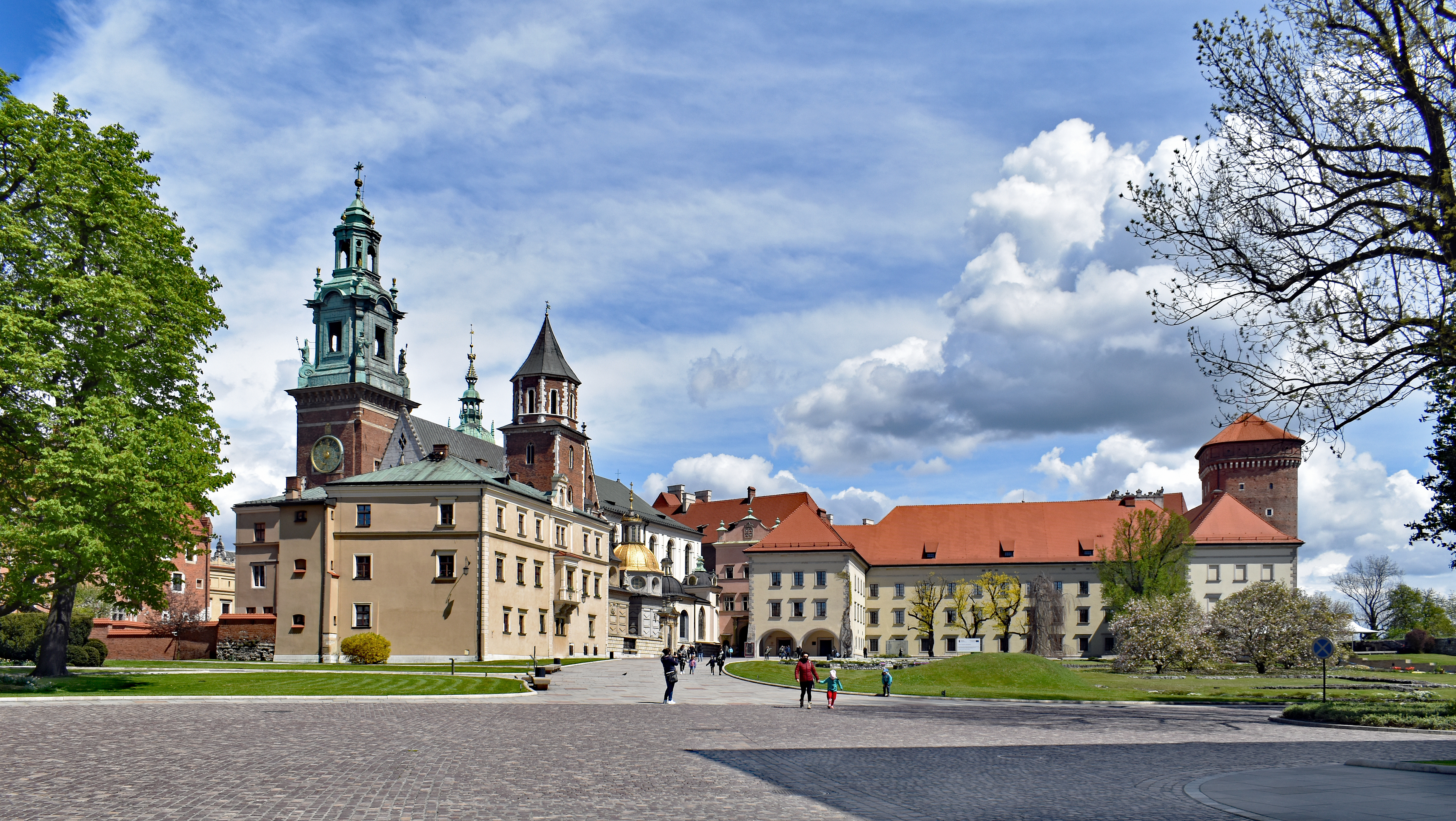
Dziedziniec zewnętrzny

W latach 1507–1536 gruntownie przebudowano siedzibę królewską, a mecenat nad tym ogromnym przedsięwzięciem sprawował sam Zygmunt Stary. Prace prowadzono pod kierunkiem dwóch Włochów: Franciszka z Florencji i Bartłomieja Berrecciego, a po ich śmierci Polaka – Benedykta z Sandomierza. Na szczególną uwagę zasługuje piękny dziedziniec pałacowy. Z lekkich, wspartych na smukłych kolumnach arkadowych krużganków wchodzi się do przestronnych i pełnych światła komnat. Wnętrza zamku, ze wspaniałą Salą Poselską i jej kasetonowym stropem, to świadectwo dużych umiejętności zarówno włoskich, jak i rodzimych rzemieślników różnych specjalności. Sale zamkowe zdobione były przez arrasy, których pokaźną kolekcję zgromadził Zygmunt August.
W latach 1502–1505 nagrobek Jana Olbrachta został umieszczony w rzeźbionej niszy w formie łuku triumfalnego autorstwa Franciszka z Florencji. Jest to pierwsze w pełni renesansowe dzieło na ziemiach polskich. W 1517 r. rozpoczęto budowę ukończonej 16 lat później kaplicy Zygmuntowskiej, grobowca-mauzoleum ostatnich Jagiellonów. Z tego okresu zachowały się w katedrze także inne nagrobki – kardynała Fryderyka Jagiellończyka i biskupów: Piotra Gamrata, Piotra Tomickiego, Jana Konarskiego, Jana Chojeńskiego, Samuela Maciejowskiego. W 1520 roku odlano dzwon Zygmunt.
W katedrze znajdują się także dzieła manierystyczne: nagrobek Stefana Batorego i biskupa Filipa Padniewskiego – oba autorstwa Santi Gucciego oraz nagrobek biskupa Andrzeja Zebrzydowskiego dłuta Jana Michałowicza z Urzędowa.

### Barok (XVII–XVIII wiek)
Po pożarze w 1595 roku, w którym spłonęła północno-wschodnia część zamku, król Zygmunt III Waza podjął decyzję o odbudowie, którą kierował architekt Jan Trevano. Z przebudowy tej zachowały się m.in. schody Senatorskie i kominek w sali Pod Ptakami.
Gdy w 1609 roku król Zygmunt III na stałe przeniósł się do Warszawy, dla Wawelu rozpoczął się trudny okres. Opiekę nad zabudowaniami pełnili wielkorządcy, jednak mimo to, zarówno zamek, jak i inne budynki, niszczały. Do ich złego stanu przyczynili się także Szwedzi, stacjonujący na Wawelu w latach 1655–1657 i 1702. W 1702 roku w czasie III wojny północnej, gdy na Wawelu stacjonowały wojska szwedzkie wybuchł pożar, który niemal w całości strawił zamek. Wzgórze było okupowane także przez wojska pruskie w 1794 roku, kiedy to zostały zrabowane nigdy nieodzyskane (z wyjątkiem Szczerbca) insygnia koronne. Ze względu na toczące się w XVII wieku wojny, Wawel, jako ważny punkt obronny, wzbogacił się o unowocześnione mury obronne.
Przeniesienie siedziby króla do Warszawy nie zmieniło jednak roli i znaczenia katedry wawelskiej, która nadal była miejscem koronacji i królewskich pochówków. W tym czasie wprowadzono w katedrze wiele zmian – podwyższony został ambit, powstała istniejąca do dziś konfesja św. Stanisława (marmurowy ołtarz i srebrną trumnę) oraz ołtarz główny. Wznoszono także barokowe nagrobki (m.in. biskupów: Marcina Szyszkowskiego, Piotra Gembickiego, Jana Małachowskiego i Kazimierza Łubieńskiego oraz królów: Michała Korybuta Wiśniowieckiego i Jana III Sobieskiego) i kaplice (m.in. kaplica Wazów).

### XIX wiek

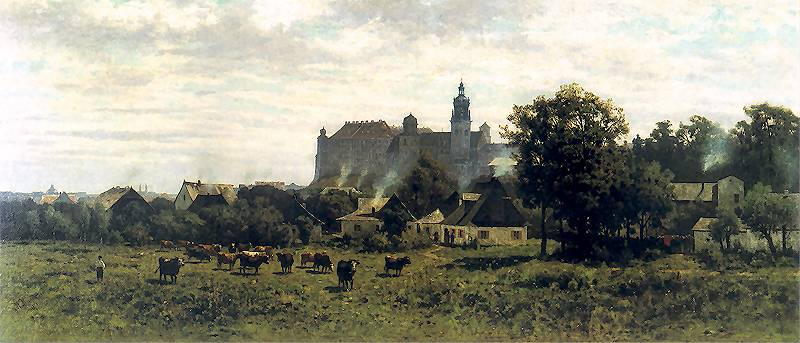
Władysław Malecki Widok na Wawel (1873), Muzeum Narodowe, Warszawa

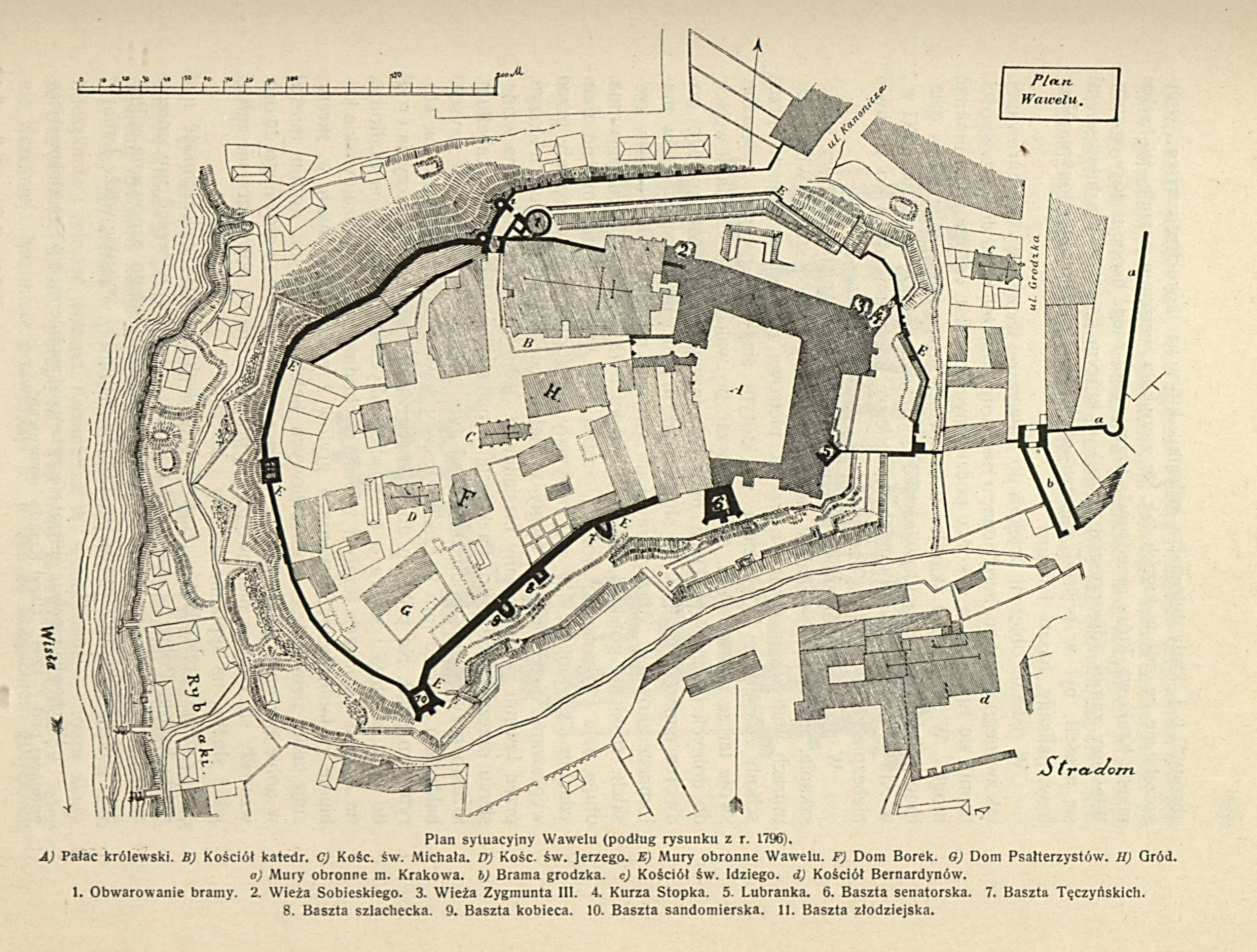
Plan zabudowy wzgórza w roku 1796, przed przebudową przez armię austriacką na cytadelę i koszary

Wraz z trzecim rozbiorem (1795) Wawel znalazł się pod zaborem austriackim. Wojsko austriackie przekształciło wzgórze na koszary, co pociągnęło za sobą liczne zniszczenia i przebudowy: obmurowano krużganki i zmieniono wnętrza zamku, rozebrano część budynków (m.in. kościoły św. Jerzego i św. Michała). Po upadku powstania krakowskiego i zlikwidowaniu Rzeczypospolitej Krakowskiej na Wawelu wzniesiono trzy ogromne gmachy szpitala wojskowego. W II połowie XIX wieku Austriacy przebudowali mury obronne w taki sposób, aby stały się częścią Twierdzy Kraków (powstały m.in. dwie kaponiery). Równocześnie trwały próby odzyskania wzgórza przez Polaków.
Gdy pojawił się projekt, aby cały Wawel wraz z katedrą zamknąć dla ludności cywilnej, a kapitułę przenieść do kościoła św. Piotra, prezydent miasta Mikołaj Zyblikiewicz zaproponował przekazanie wawelskiego zamku na rezydencję cesarską dla Franciszka Józefa I. Powoływano się przy tym na rodzinne związki Habsburgów z polskimi rodami monarszymi. 3 września 1880 r. deputacja obywateli Galicji pod przewodnictwem marszałka krajowego hr. Ludwika Wodzickiego złożyła w tej sprawie petycję na ręce cesarza, która została przyjęta pozytywnie. Wojskowe władze austriackie zażądały jednak za opuszczenie wawelskiego wzgórza rekompensaty w wysokości 750 000 guldenów na budowę nowego szpitala wojskowego oraz także 750 000 guldenów na budowę nowych koszar. Po sześciu latach rokowań ostatecznie ustalono, że społeczeństwo polskie ma zapłacić już w nowej walucie 2 714 606 koron i 89 halerzy. Rozpoczęła się akcja gromadzenia funduszy. Kasa Oszczędności Miasta Krakowa przekazała 800 000 koron, a Sejm Krajowy Galicji zadeklarował 100 000 koron rocznie na odbudowę Wawelu. Cesarz Franciszek Józef przeznaczył z prywatnej szkatuły także 100 000 koron rocznie na restaurację zabytków wawelskich. Aleksandra Ulanowska zorganizowała wielką kwestę publiczną. Dzięki tym działaniom i licznym datkom od osób prywatnych, instytucji oraz stowarzyszeń, udało się zgromadzić potrzebną kwotę.
W katedrze w tym czasie odbyły się manifestacyjne pogrzeby Józefa Poniatowskiego i Tadeusza Kościuszki. Przebudowana w stylu klasycystycznym została kaplica Potockich, w której umieszczono pomnik Artura Potockiego autorstwa wybitnego rzeźbiarza Bertela Thorvaldsena. Druga rzeźba tego artysty została ustawiona w kaplicy królowej Zofii.
W 1869 roku przypadkowo otwarto trumnę króla Kazimierza Wielkiego, co stało się pretekstem do urządzenia powtórnego pogrzebu. Równocześnie podjęto inicjatywę odnowy innych królewskich grobów – oczyszczono sarkofagi (ufundowane też nowe – m.in. cesarz Franciszek Józef ufundował sarkofag króla Michała Korybuta Wiśniowieckiego, który miał żonę Habsburżankę), a podziemne krypty połączono korytarzami.

### XX i XXI wiek

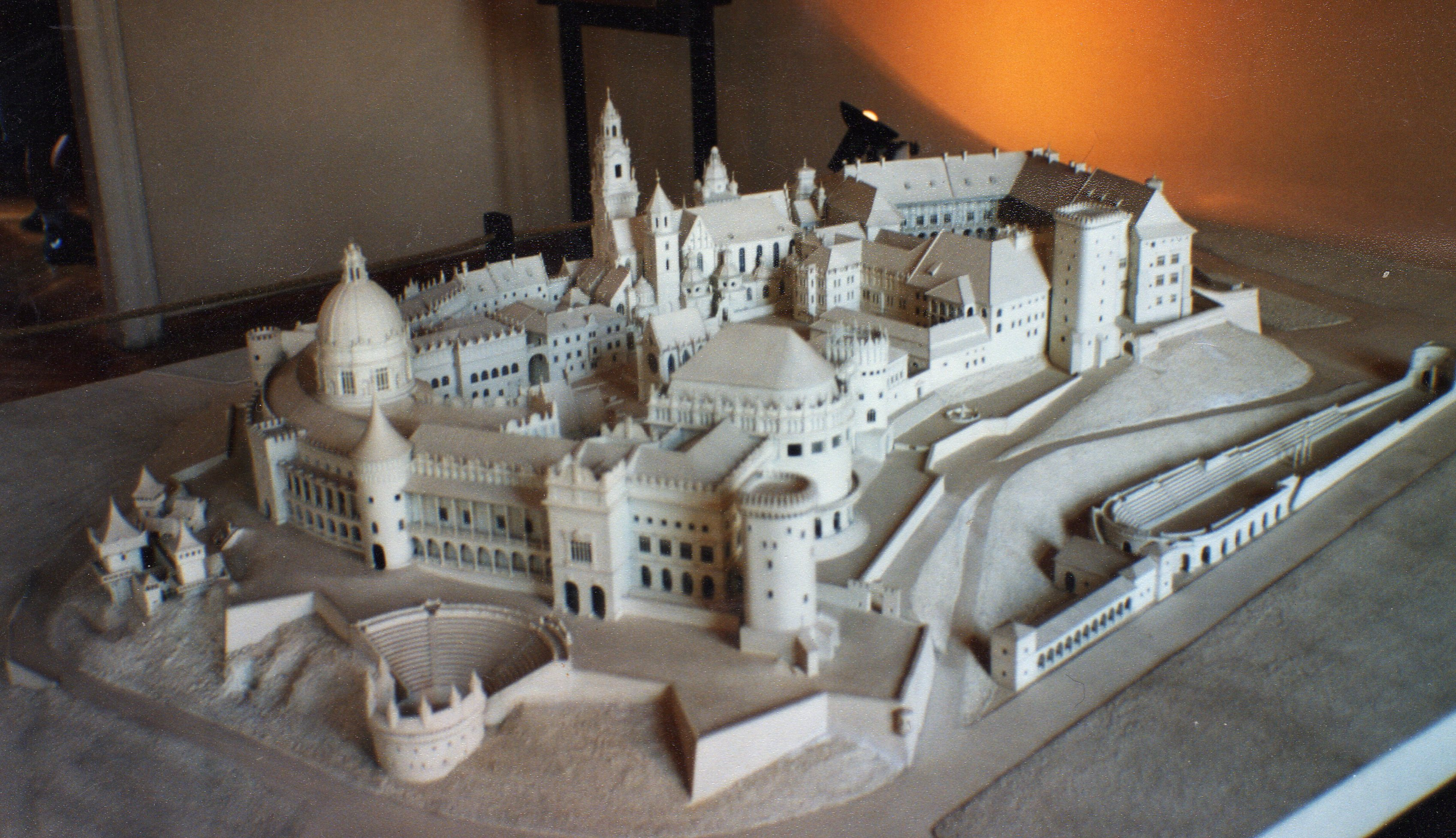
Stanisław Wyspiański, Władysław Ekielski, koncepcja przebudowy Wawelu, 1904–1907 po opuszczeniu wzgórza przez wojsko

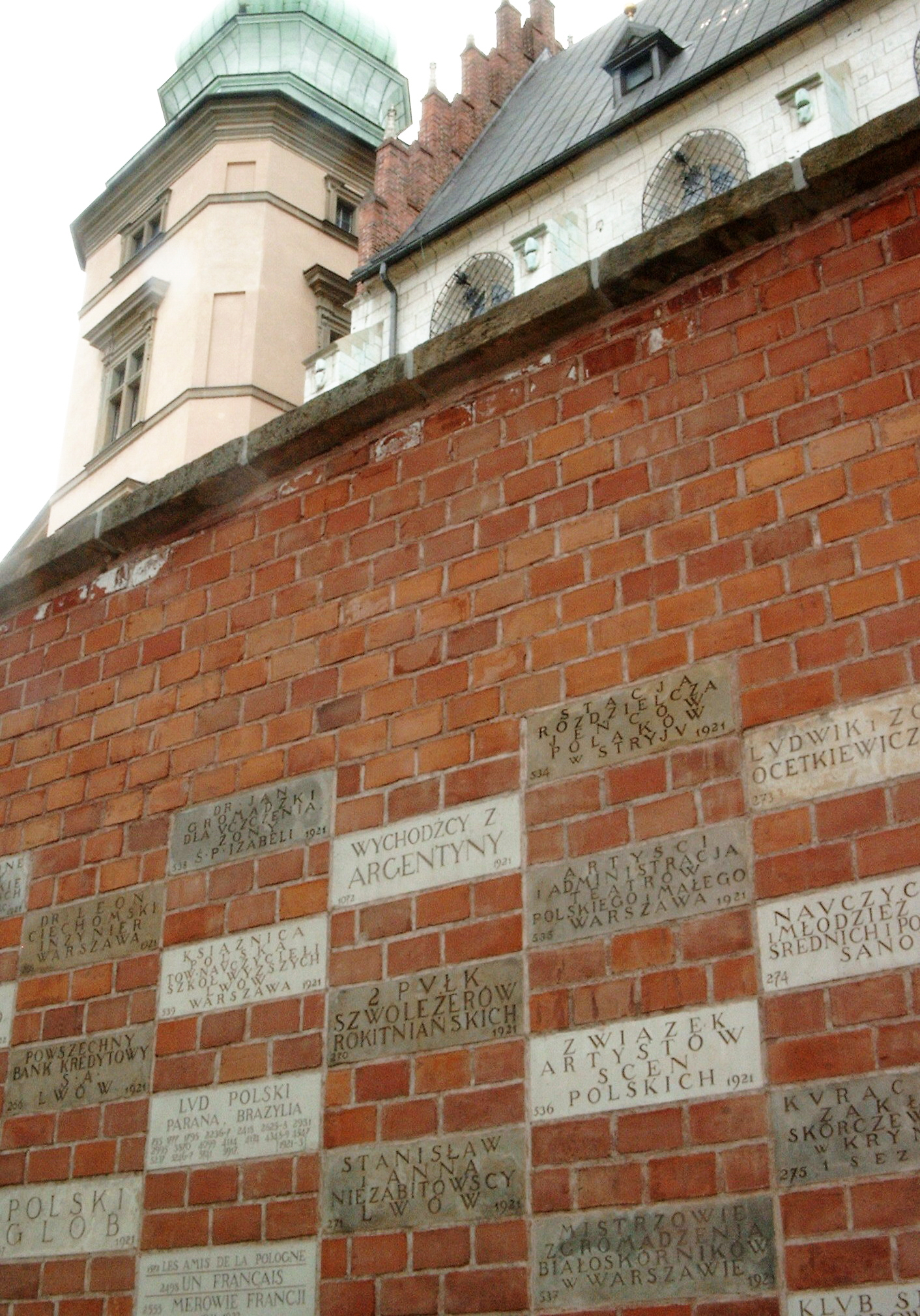
Mur z cegiełkami, upamiętniającymi ofiarodawców

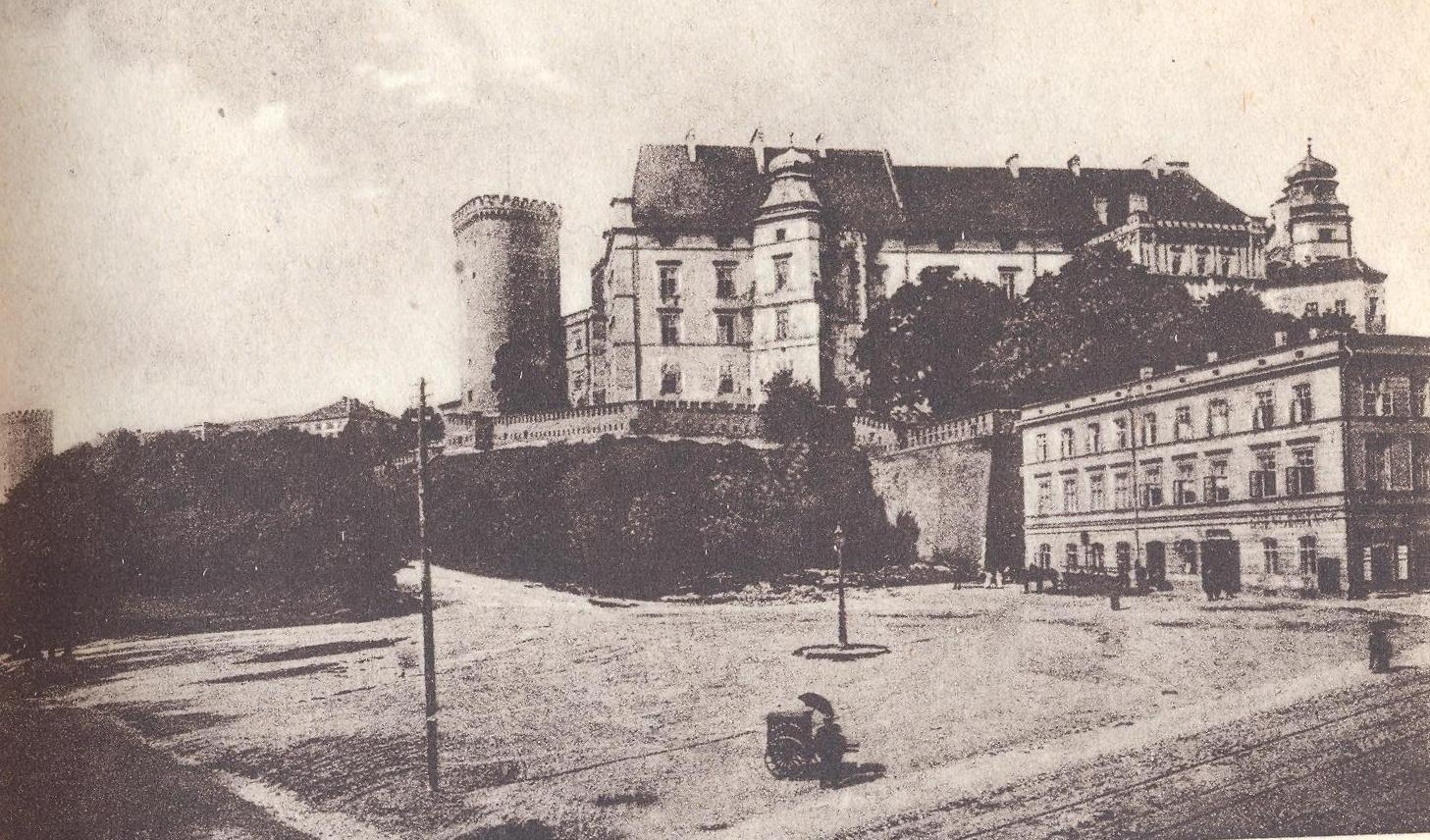
Widok na zamek w latach 30. XX wieku. Pierwszy plan to pl. Bernardyński i ul. Grodzka. Dalej ul. Droga do Zamku i po prawej wyburzona przez Niemców kamienica Dębno.

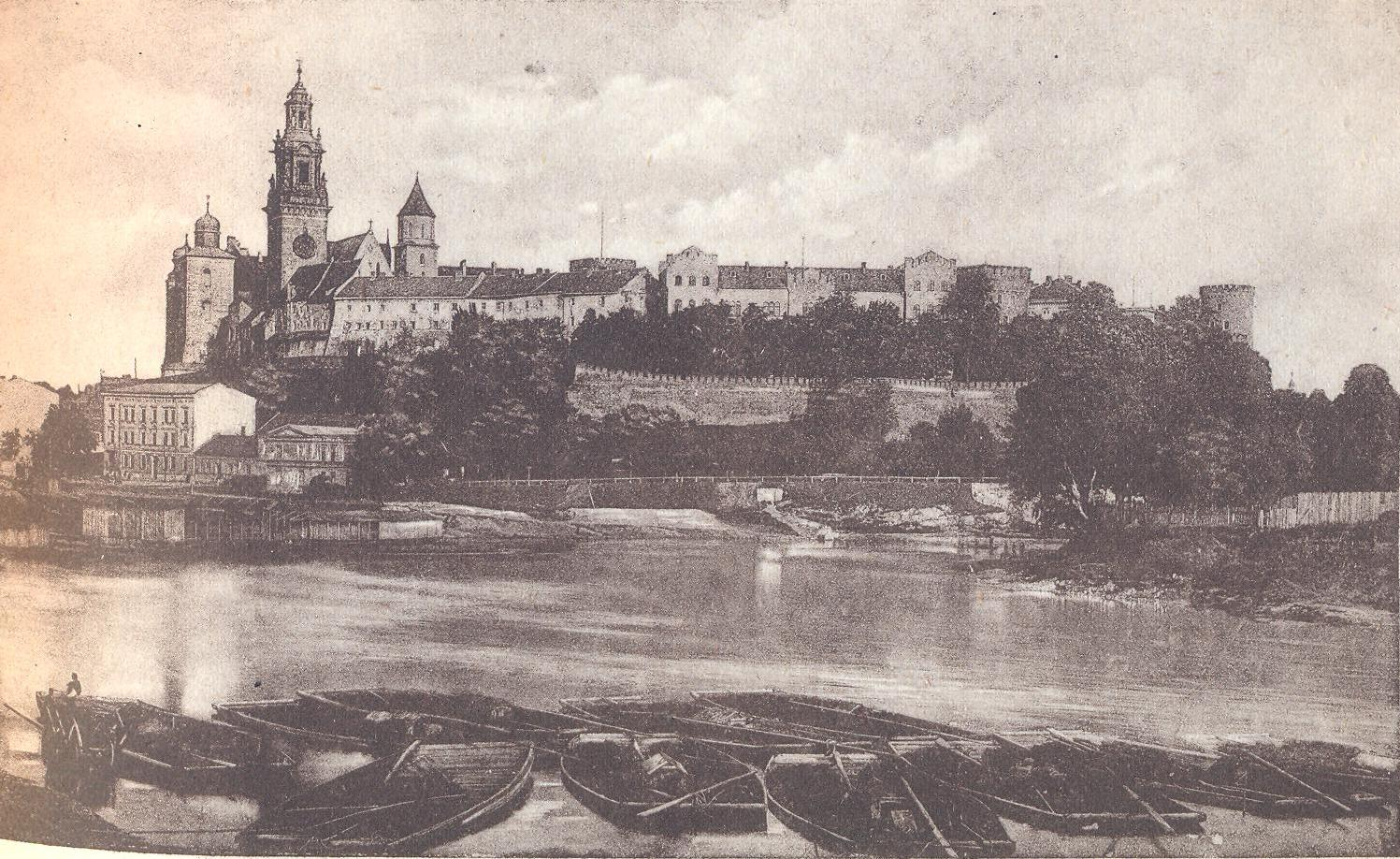
Widok na wzgórze od strony Wisły w latach 30. XX wieku z okolic dzisiejszego mostu Dębnickiego. Po lewej wyburzone przez Niemców kamienice otaczające wówczas wzgórze.

W 1905 cesarz Franciszek Józef I wyraził zgodę na opuszczenie przez wojska austriackie Wawelu. Rozpoczęto prace konserwatorskie, którymi kierował Zygmunt Hendel, a następnie Adolf Szyszko-Bohusz, który odnalazł rotundę Najświętszej Marii Panny i inne relikty wczesnych budowli. Renowacja wzgórza finansowana była m.in. ze składek społecznych. Ofiarodawców upamiętniano wmurowując cegiełki z ich nazwiskami w mur przy północnym wjeździe na zamek, przy którym wzniesiono także Bramę Herbową i ustawiono konny pomnik Tadeusza Kościuszki. Przewodniczącym amerykańsko-polskiego komitetu odbudowy zamku i katedry na Wawelu był ks. Franciszek Ksawery Kurkowski.
W latach 1904–1907 Stanisław Wyspiański i Władysław Ekielski opracowali plan zabudowy wzgórza, noszący nazwę Akropolis. Ta nigdy niezrealizowana idea zakładała umieszczenie na Wawelu m.in. siedziby Sejmu i Senatu, Muzeum Narodowego, Akademii Umiejętności i kurii biskupiej. Całość miała wzorować się na starożytnej architekturze – autorzy założyli wybudowanie np. teatru greckiego czy posągu Nike.
W tym okresie katedra wzbogaciła się o dwa nowe nagrobki: królowej Jadwigi (1902) i symboliczny Władysława Warneńczyka (1906), oba autorstwa Antoniego Madeyskiego. Kaplica królowej Zofii została ozdobiona w latach 1902–1904 przez Włodzimierza Tetmajera dekoracją malarską, przedstawiającą polskich świętych i bohaterów narodowych. Natomiast w skarbcu katedralnym malowidła w latach 1900–1902 wykonał Józef Mehoffer. On też jest autorem witraży w oknach transeptu katedry (ukazują one Chrystusa Bolesnego, Maryję i geniusze cierpienia), malowideł i witrażu w kaplicy Szafrańców oraz witraży w kaplicy Świętokrzyskiej. Swoje projekty witraży do katedry, nigdy niezrealizowane, stworzył także Stanisław Wyspiański.
W dwudziestoleciu międzywojennym, tuż po odzyskaniu niepodległości, polskie władze centralne uznały wawelski zamek za gmach reprezentacyjny Rzeczypospolitej do użytku Naczelnika Państwa, a następnie dla Prezydenta RP.
Uchwałą zaś Sejmu Rzeczypospolitej Polskiej z 1921 krakowski zespół urbanistyczny na Wawelu stał się jedną z oficjalnych rezydencji Prezydenta RP (do dzisiaj zachował się apartament Prezydenta RP Ignacego Mościckiego). Do dziś nie istnieje taki akt prawny, wydany przez władze niepodległej Rzeczypospolitej (nie licząc decyzji stalinowskiej KRN, ustanawiającej na Wawelu muzeum), który znosiłby ten zapis.
W 1921 na bastionie Władysława IV Wazy stanął pomnik Tadeusza Kościuszki dłuta Leonarda Marconiego i Antoniego Popiela.
W 1927 r. sprowadzono na Wawel prochy Juliusza Słowackiego i jego matki Salomei Becu; w 1935 r. pochowano tu też Józefa Piłsudskiego.
W czasie II wojny światowej Wawel był siedzibą generalnego gubernatora Hansa Franka. Ukradziono wówczas wiele cennych zabytków, które do dziś nie wróciły do Polski. 18 stycznia 1945 opuszczony przez Niemców Wawel został zabezpieczony przez strażaków i jednocześnie żołnierzy AK.
W 1978 r. Wawel wraz ze ścisłym Starym Miastem oraz zabytkami Kazimierza został wpisany na liście światowego dziedzictwa UNESCO.
W 1992 r. sprowadzono na Wawel urnę z ziemią z Monte Cassino.
W 1993 r. sprowadzono na Wawel zwłoki gen. Władysława Sikorskiego.
W 2001 r., na Wawelu znalazła się grudka ziemi z mogiły zbiorowej w której pochowany był Cyprian Kamil Norwid, znalazła miejsce w Krypcie Wieszczów Narodowych.
W lutym 2010 roku w Krypcie Wieszczów Narodowych ustawiono tablicę ku pamięci Fryderyka Chopina, w kwietniu w przedsionku krypty pod Wieżą Srebrnych Dzwonów pochowano prezydenta Lecha Kaczyńskiego wraz z małżonką.
Od 1 maja 2015 roku na Baszcie Senatorskiej i Baszcie Złodziejskiej na stałe wywieszona jest flaga Polski.

## Wawel w ikonografii
Wizerunek wzgórza wawelskiego w czasie okupacji niemieckiej został umieszczony na banknotach o nominale 20 złotych emitowanych przez Bank Emisyjny w Polsce.

## Wawel dziś
Zwiedzającym udostępnione są:
- na zamku:

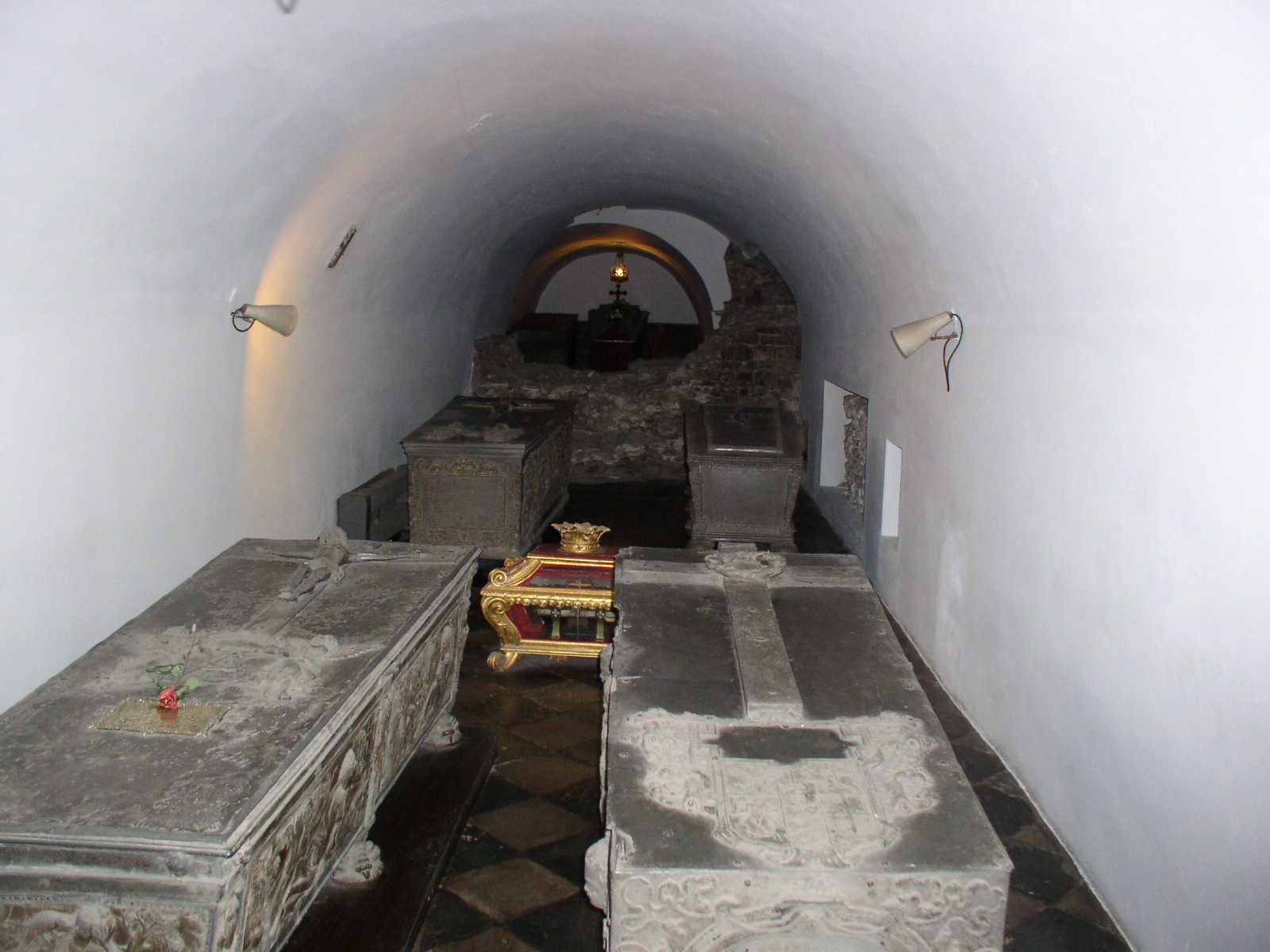
Groby królewskie w podziemiach katedry wawelskiej

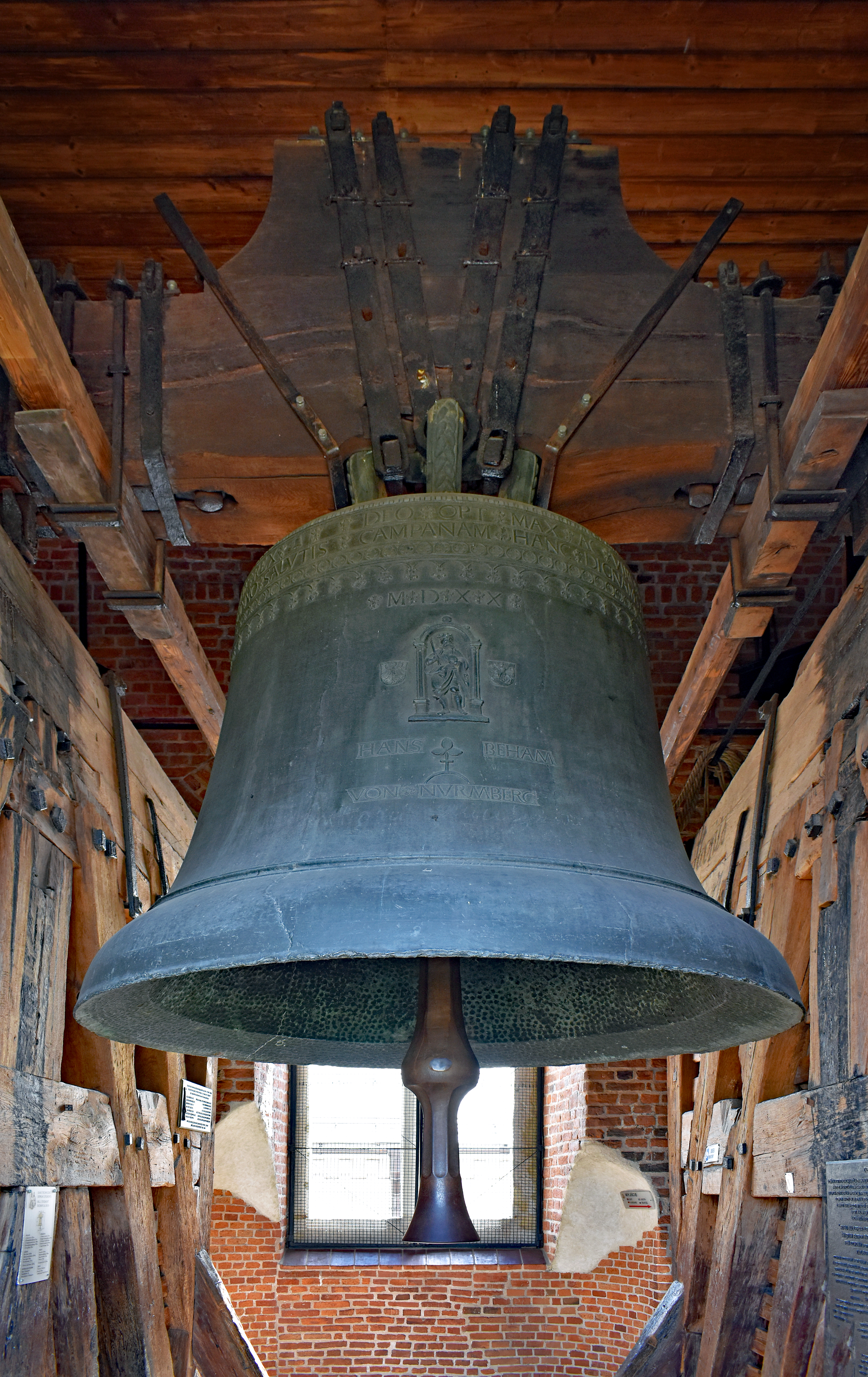
Dzwon Zygmunt

  - reprezentacyjne komnaty królewskie – wystawa obejmuje znajdujące się na parterze pomieszczenia wielkorządcy zamku i komnaty na drugim piętrze, m.in. Salę Poselską, której strop ozdobiony jest rzeźbionymi głowami (tzw. głowami wawelskimi) i Salę Senatorską
  - prywatne apartamenty królewskie
  - skarbiec koronny, gdzie prezentowany jest m.in. miecz koronacyjny Szczerbiec
  - zbrojownię
  - wystawę Sztuka Wschodu
- w katedrze:
  - groby królewskie
  - Krypta Wieszczów Narodowych
  - dzwon Zygmunt
- Muzeum Katedralne
- Wawel Zaginiony – rezerwat archeologiczny z częściowo zrekonstruowaną Rotundą Najświętszej Marii Panny
- Smocza Jama
- Trasa Ogrody Królewskie – zrekonstruowany, renesansowy ogród

Wawel znajduje się na trasie Małopolskiej Drogi św. Jakuba z Lublina i Sandomierza do Tyńca. Jest to także miejsce styku Via Regia. Ze Wzgórza Wawelskiego do litewskiego Wilna, przez białoruskie Grodno prowadzi Szlak Jagielloński.

## Mapa budynków na Wawelu
budynki
     zieleń
     ścieżki
     skały

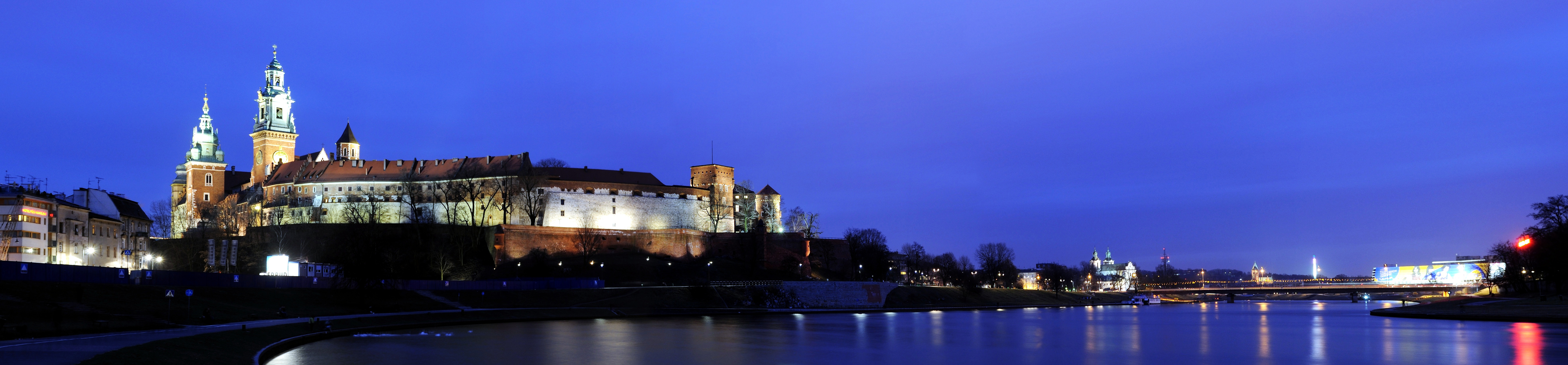
Wawel nocą
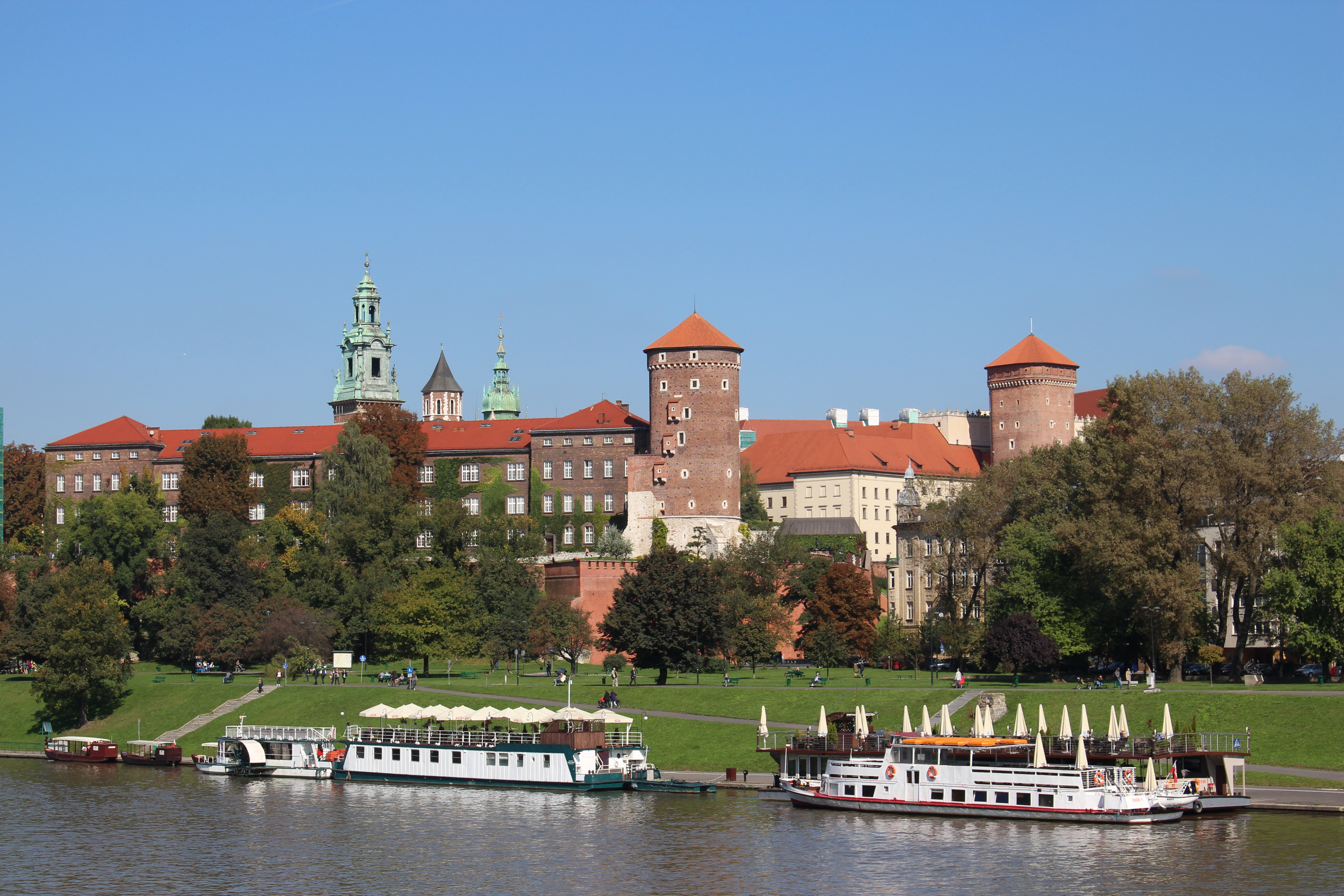
Widok na Wawel od strony Wisły
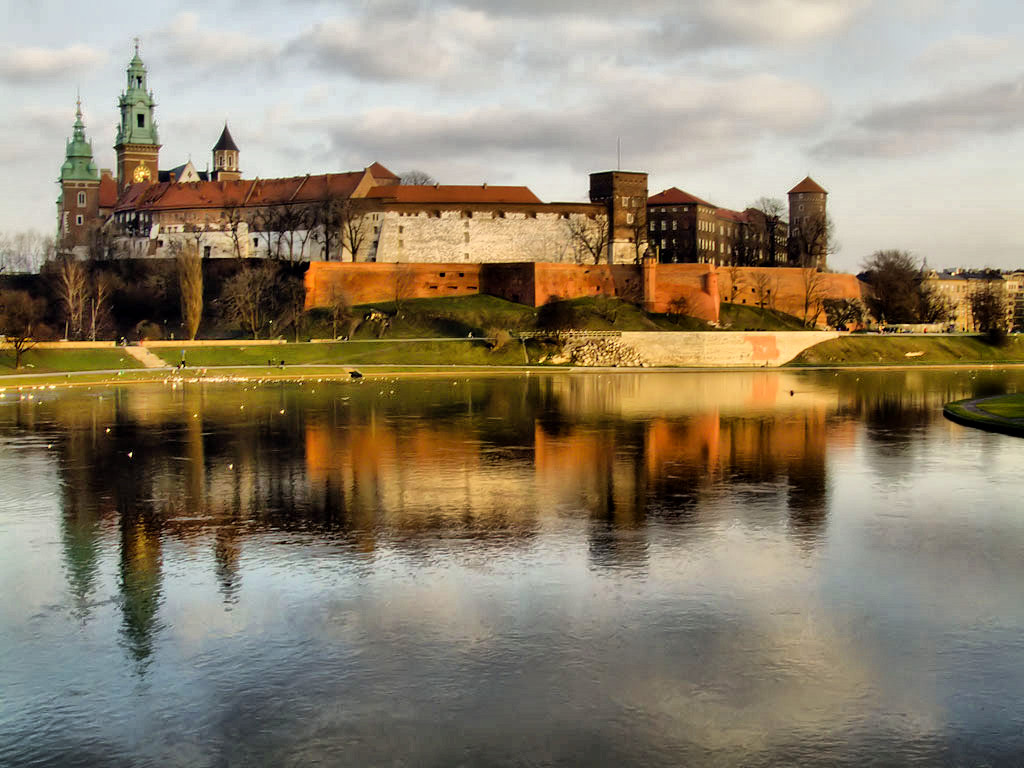
Widok z Mostu Dębnickiego
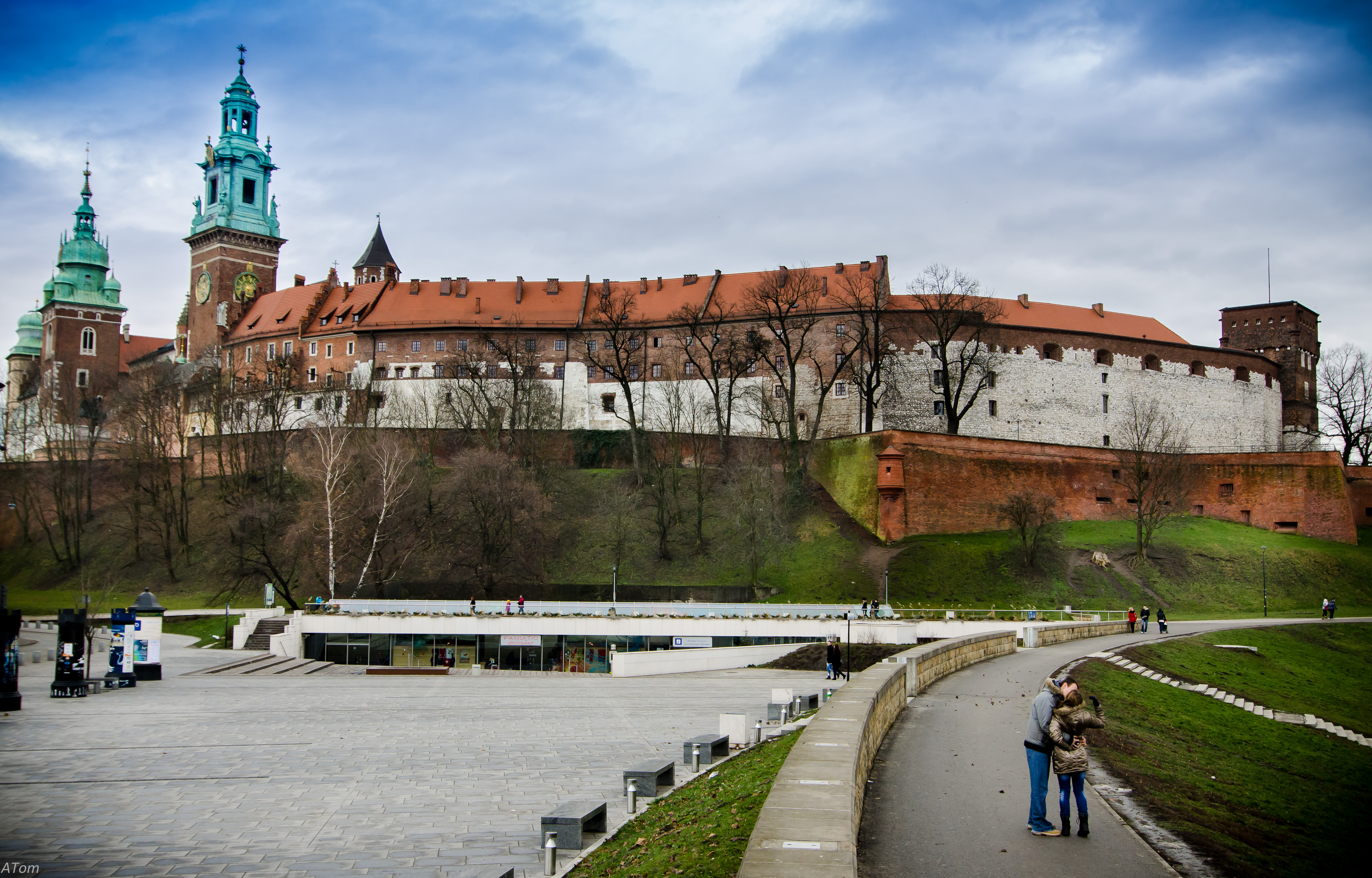
Widok na Wawel z bulwarów Wisły.
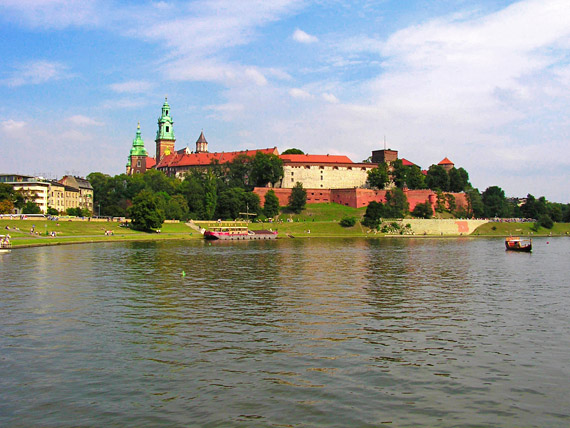
Widok na Wawel ze statku na Wiśle
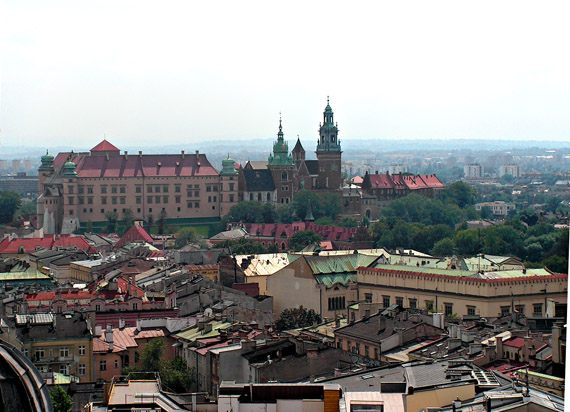
Widok z wieży Mariackiej
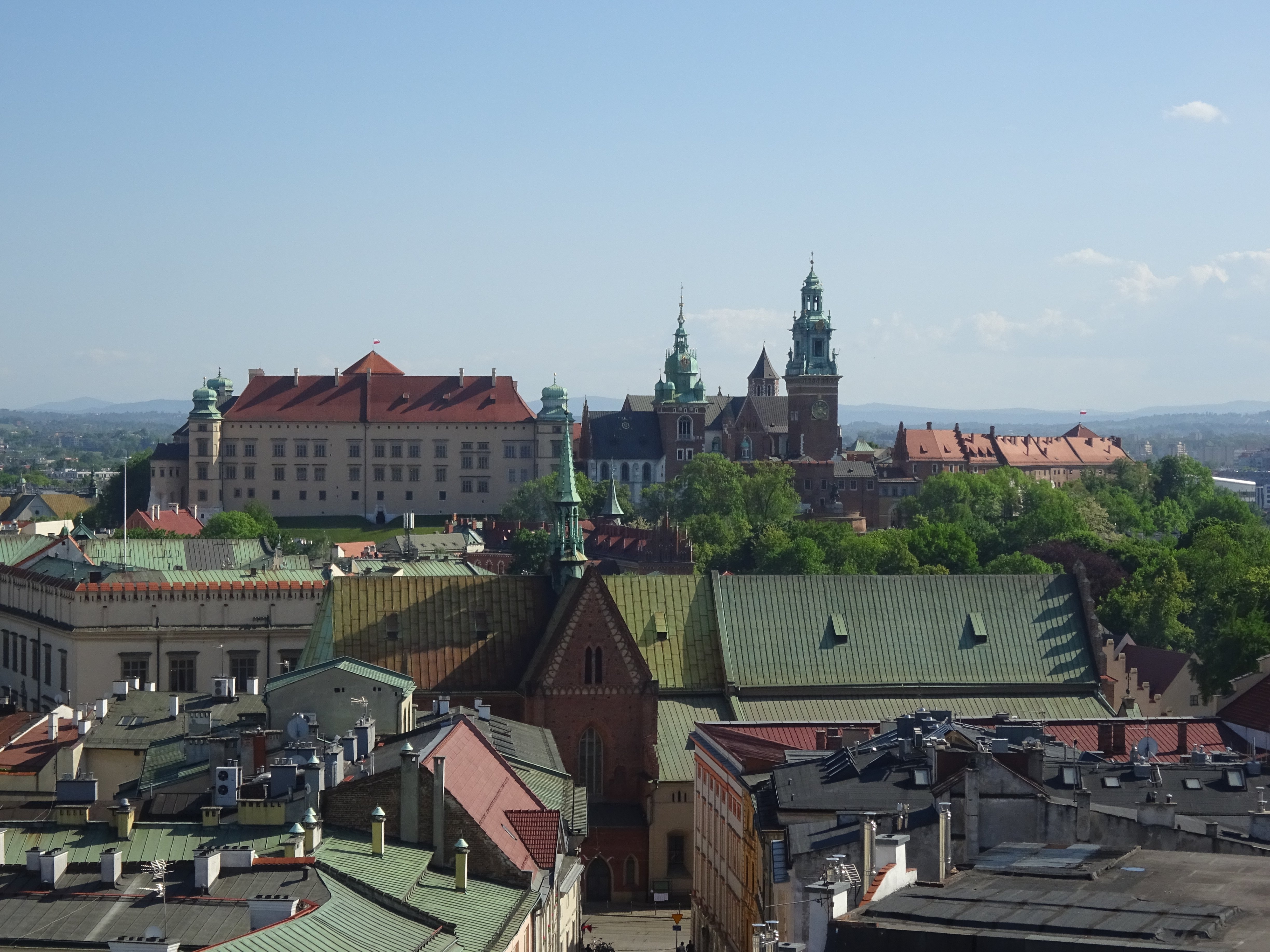
Widok z wieży ratuszowej
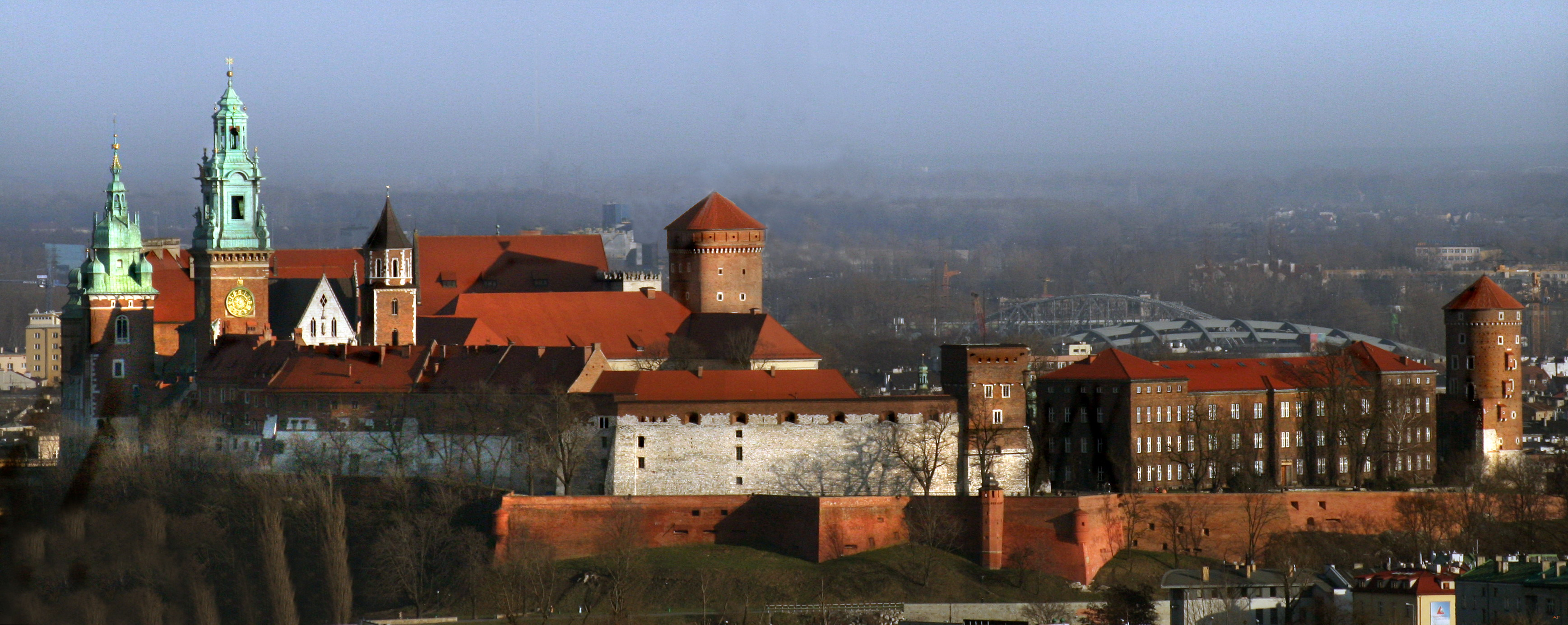
Widok z Kopca Kościuszki
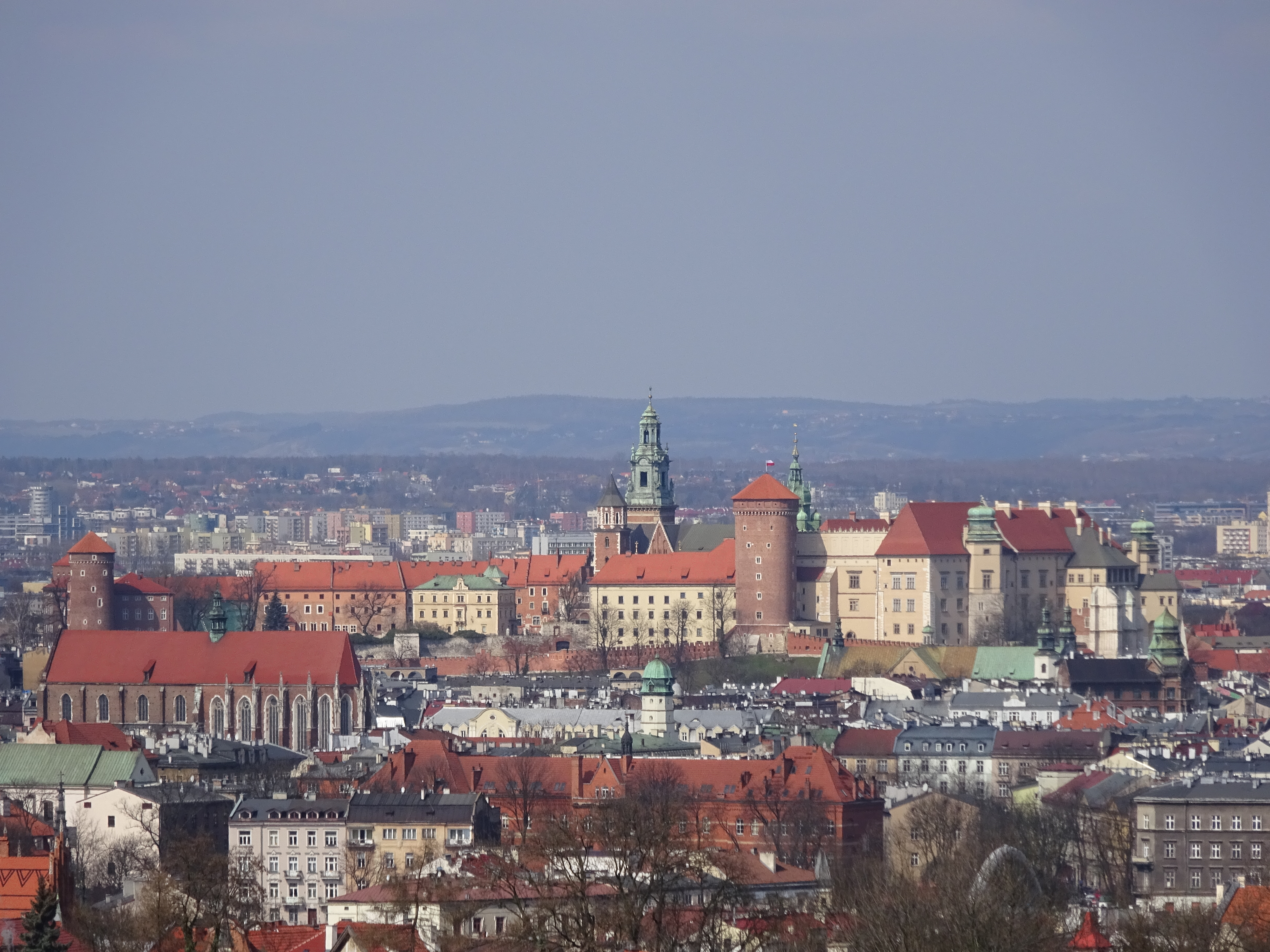
Widok z Kopca Kraka
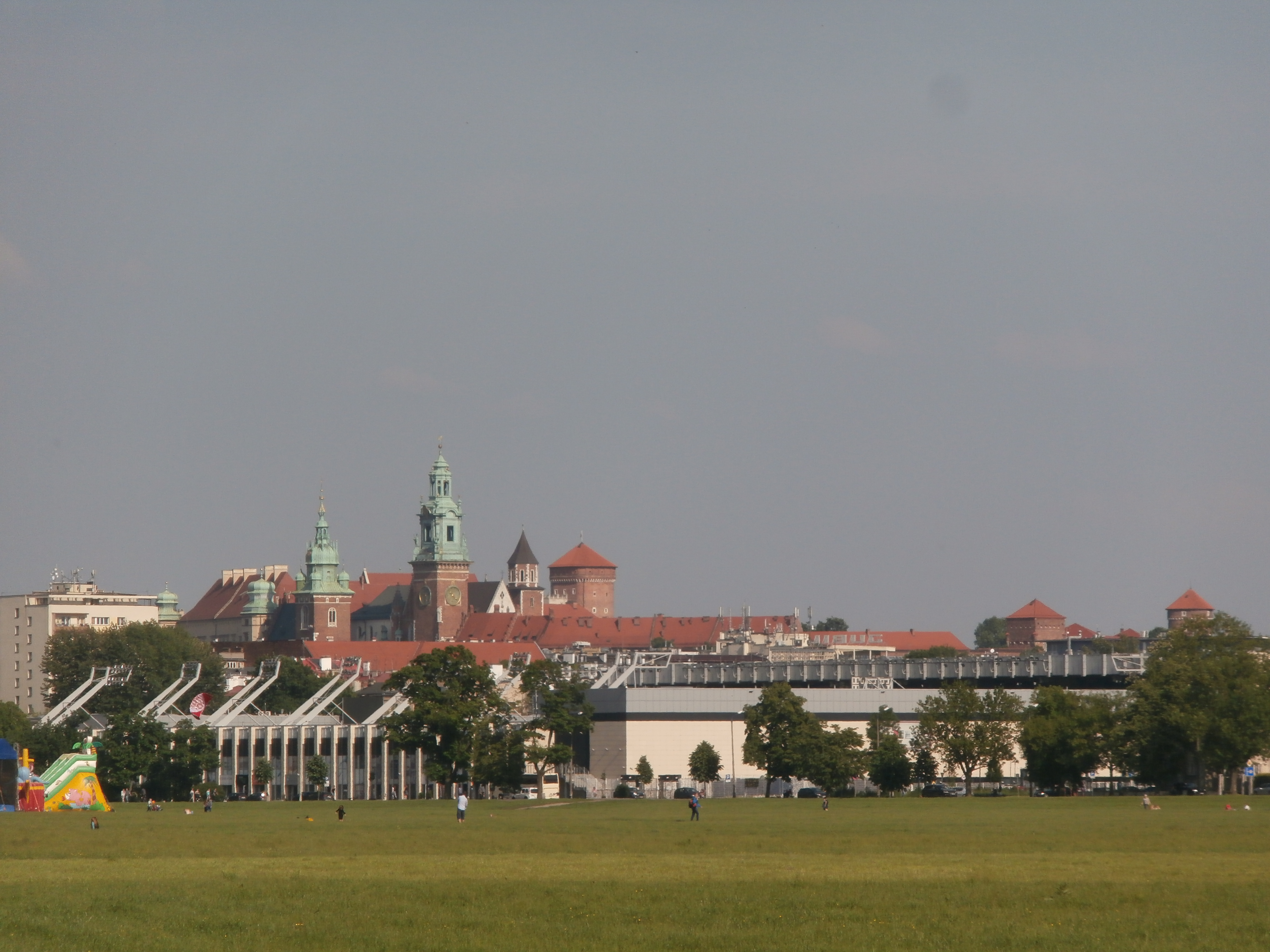
Widok z Błoń
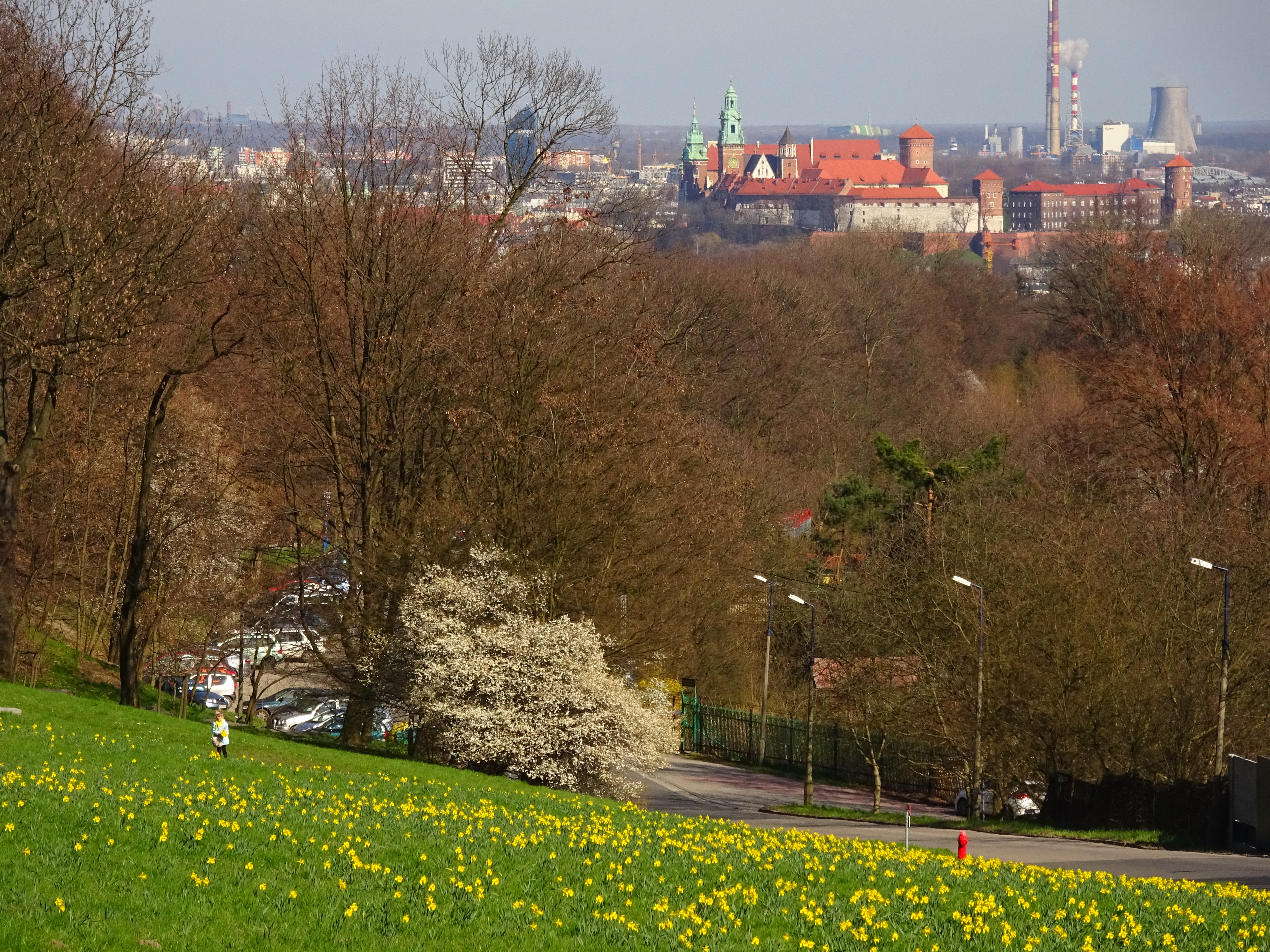
Widok wiosną ze Wzgórza bł. Bronisławy z łąką obsadzoną żonkilami
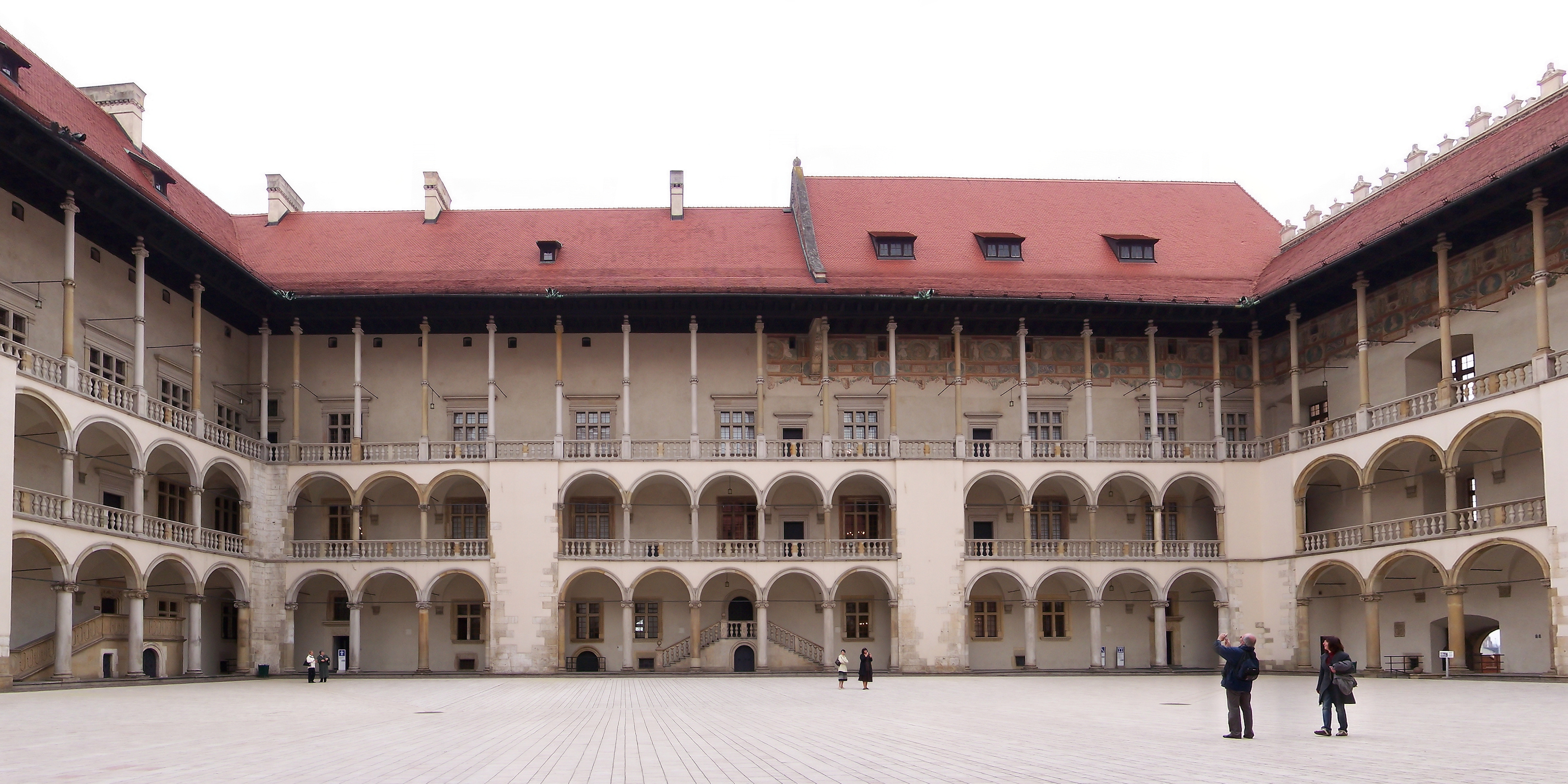
Krużganki dziedzińca zamkowego
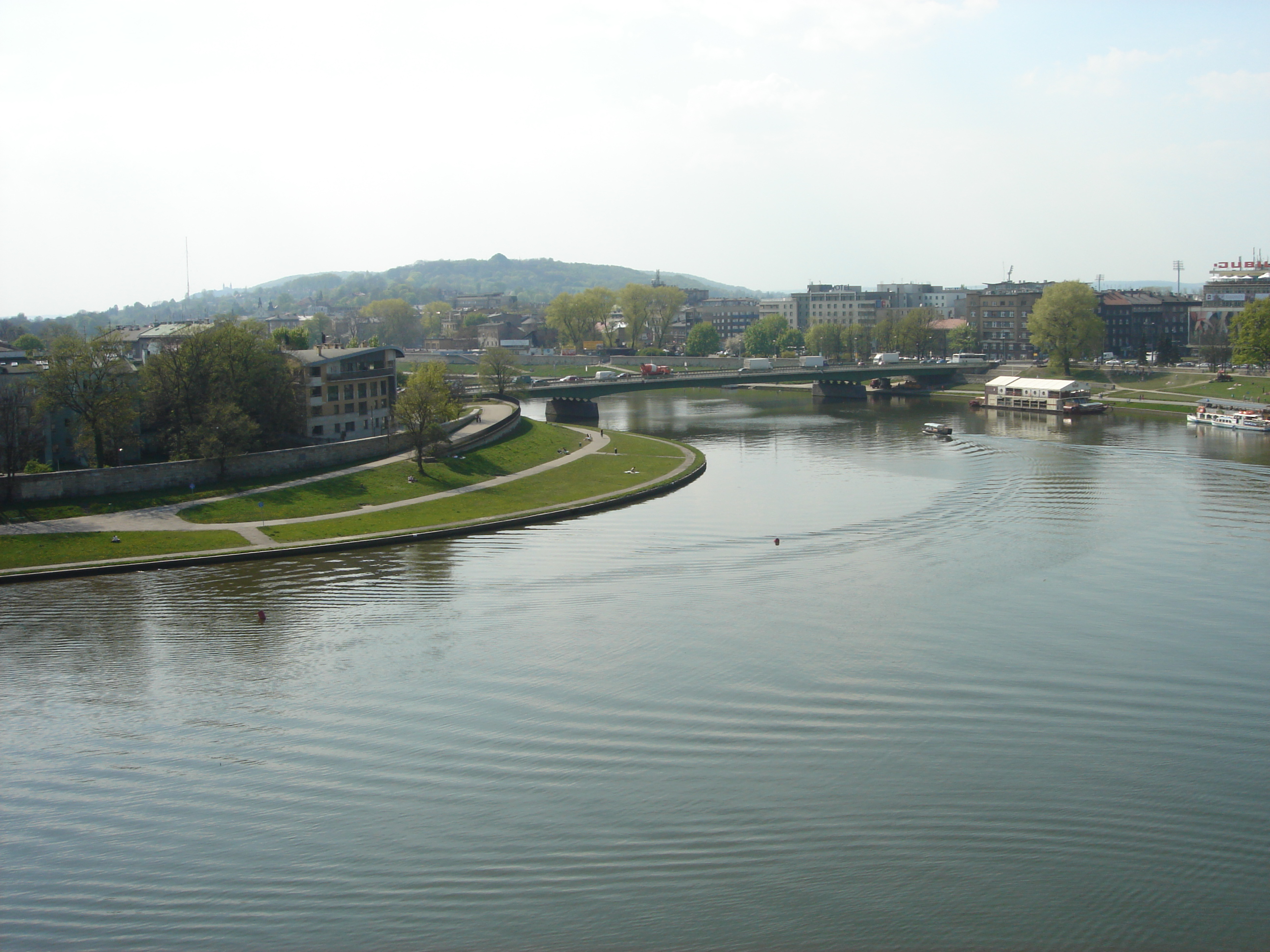
Widok ze Wzgórza Wawelskiego
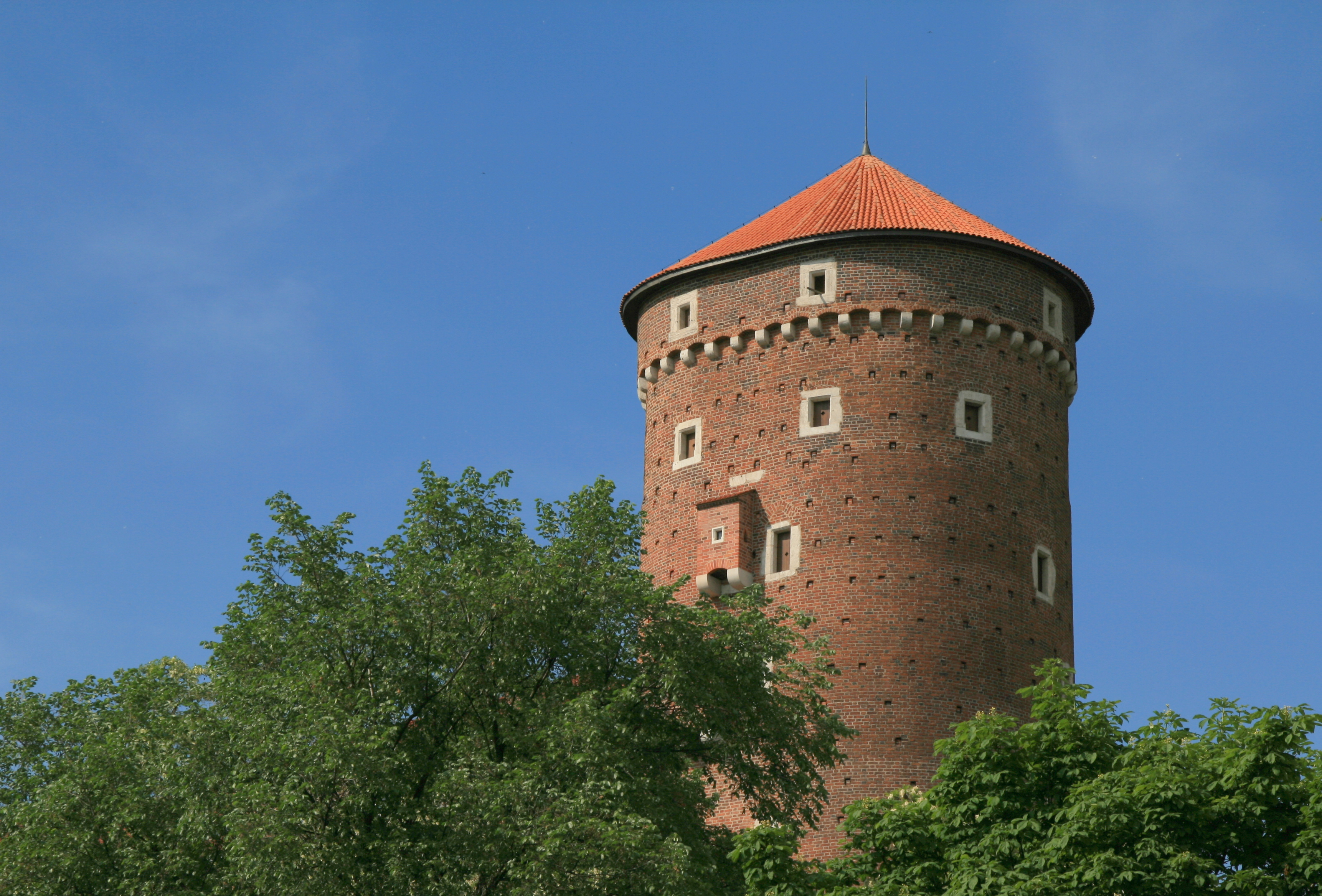
Baszta Sandomierska na Wawelu
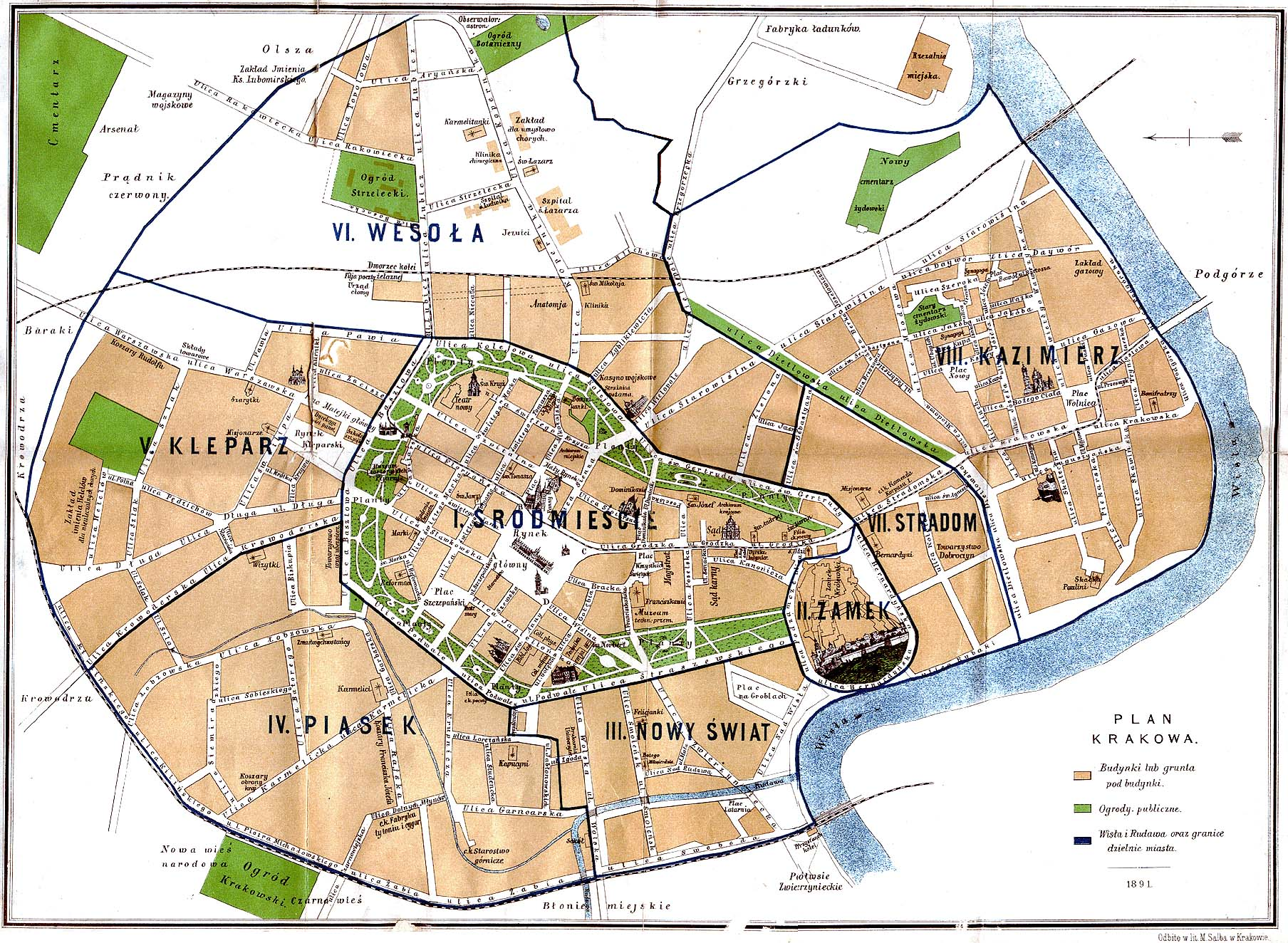
II Dzielnica katastralna Zamek, 1891
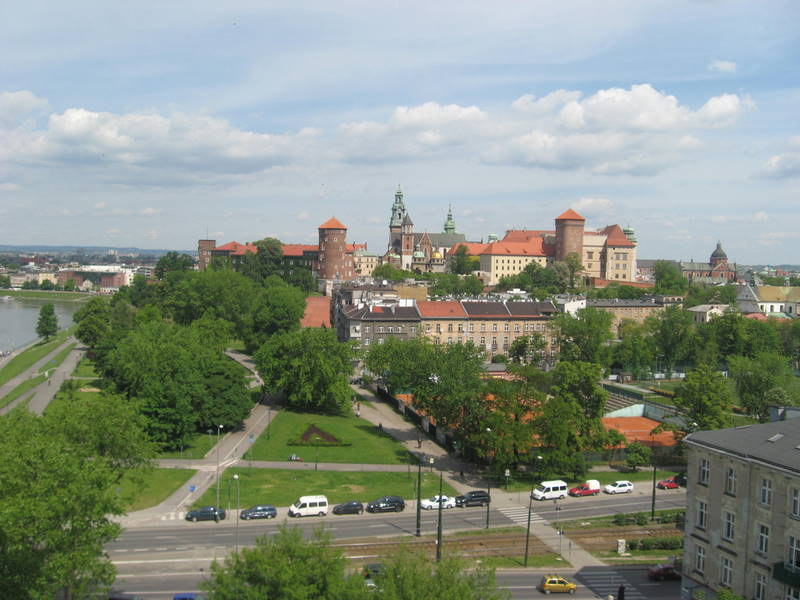
Wawel widoczny z balonu lecącego ponad miastem